# Новодевичий монастырь

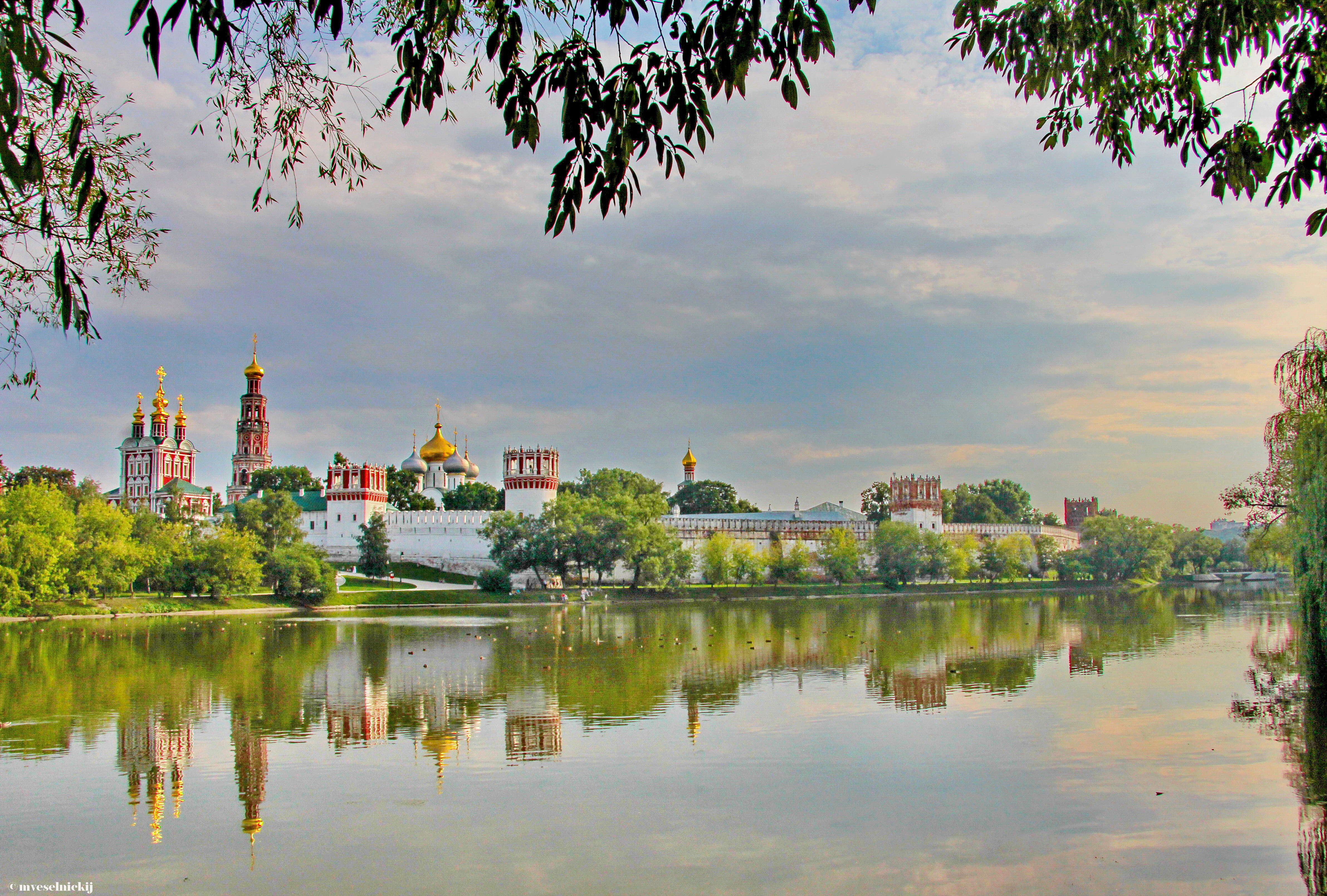
Вид на монастырь с противоположного берега Большого Новодевичьего пруда

Новодевичий Ставропигиальный женский монастырь города Москвы Русской православной церкви — православный ставропигиальный женский монастырь в Москве на Девичьем поле в излучине Москвы-реки, близ Лужников, в самом конце исторической Пречистенки (в настоящее время — Большой Пироговской улицы).
Основан великим князем Василием III 13 (23) мая 1524 года в честь Смоленской иконы Божией Матери «Одигитрия» — главной святыни Смоленска, в благодарность за овладение Смоленском в 1514 году. На протяжении первых двух столетий своего существования служил местом заточения царственных особ женского пола.
Архитектурный ансамбль монастыря, сложившийся в XVI—XVII веках, с тех пор не претерпел существенных изменений. В качестве исключительного по сохранности образца московского барокко поставлен под охрану ЮНЕСКО и объявлен достоянием всего человечества.
Действующий монастырь находится в совместном ведении Русской православной церкви и Государственного исторического музея. С 2010 года здесь действует церковный музей Московской епархии.
В монастыре до 2021 года находилась резиденция митрополита Крутицкого и Коломенского.

## Происхождение названия
Согласно летописи:
Лета 7032-го майя в 8 день поставиша Нов монастырь Девичь у града Москвы за посадом.
Новым монастырь назвали по отношению к более древним — Зачатьевскому монастырю, именовавшемуся тогда Стародевичьим, и Вознесенскому монастырю в Московском Кремле.
По патриаршей грамоте 1598 года полным названием монастыря было: «Пречестная Великая обитель Пречистыя Богородицы Одигитрии Новый Девичий монастырь».

## Смоленская икона Божией Матери — Одигитрия

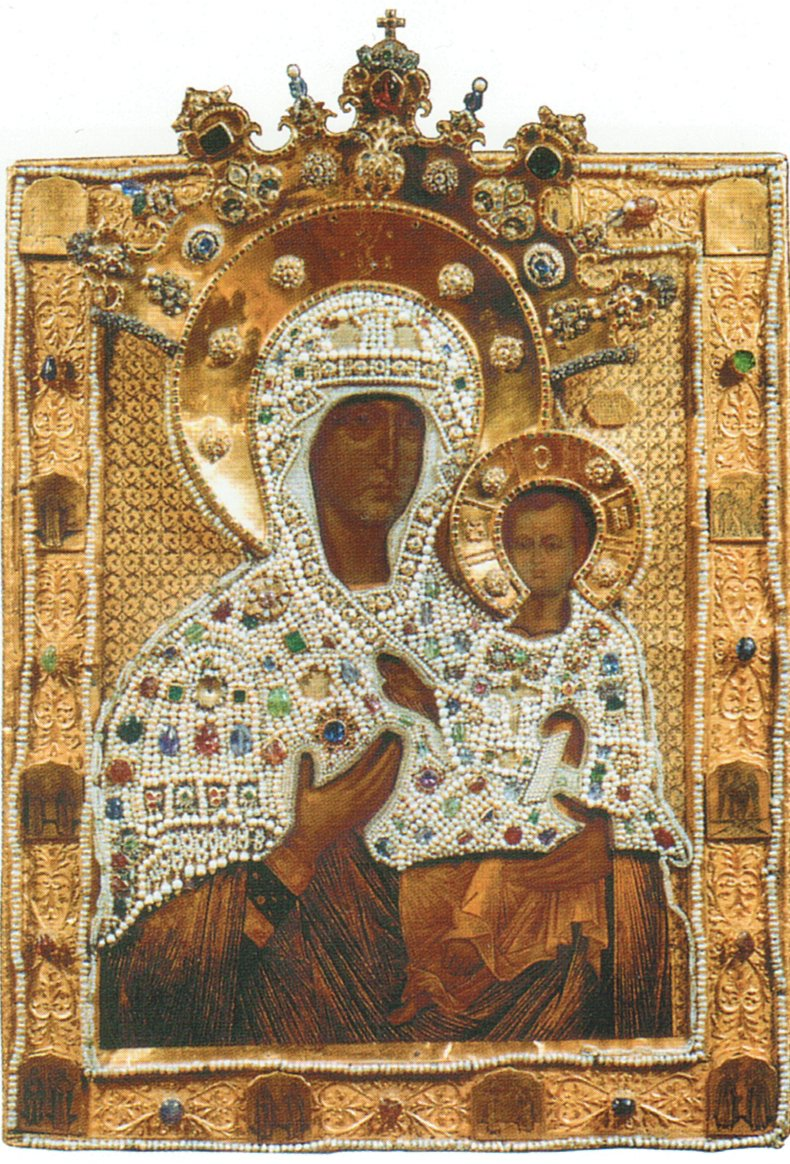
Смоленская икона Божией Матери. Москва, 1456 год

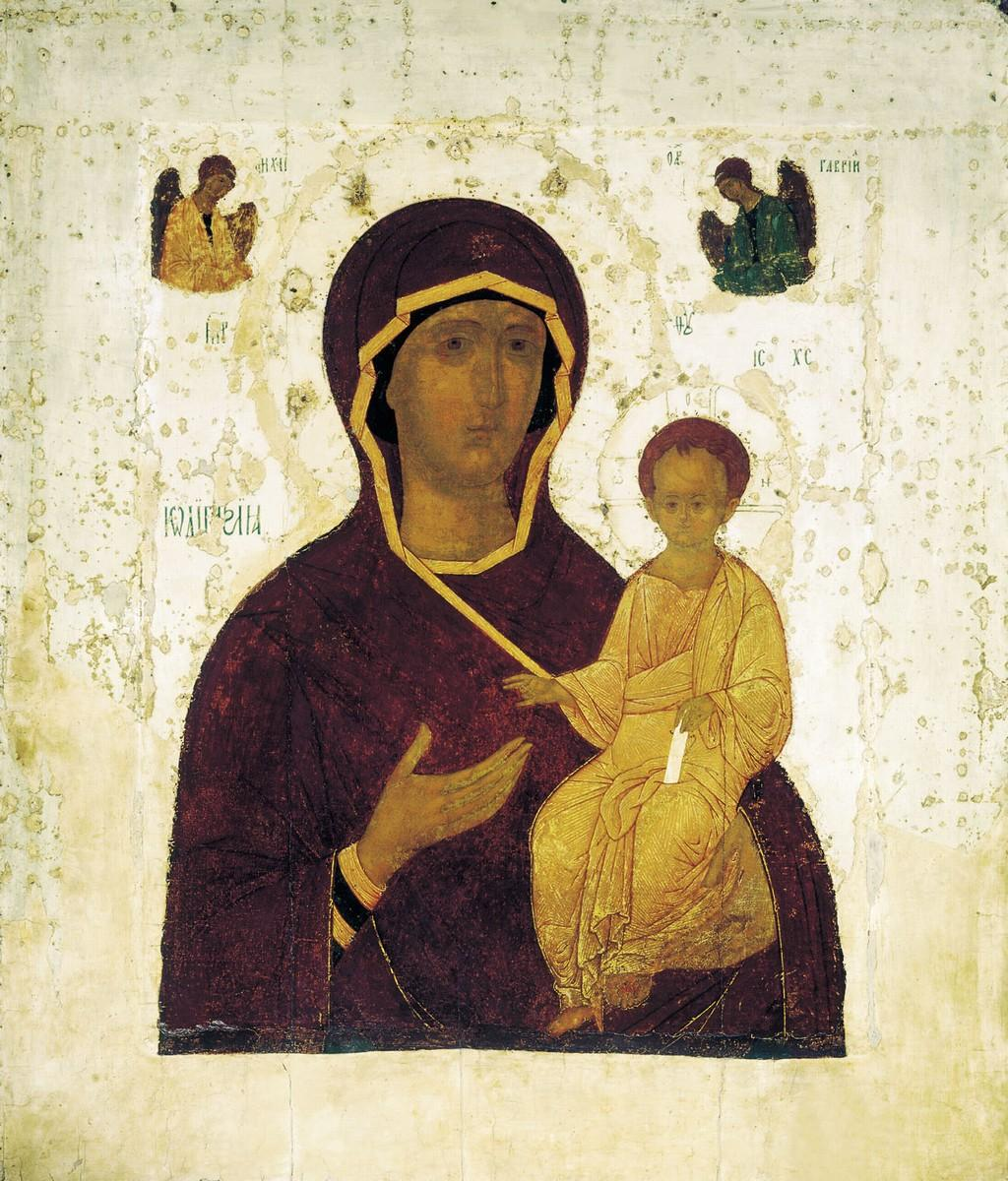
Смоленская икона (Дионисий, 1482 год)

Новодевичий монастырь посвящён Пресвятой Богородице Одигитрии, что в переводе с греческого означает — «Путеводительница», «Наставница». Так назывался древний образ Богоматери, по преданию, написанный евангелистом Лукой и хранившейся в храме Одигон (монастырь Панагии Одигитрии).
Легенда гласит, что в Россию икона попала в середине XI века (в 1046 году), когда византийский император Константин IX Мономах благословил ею в дорогу свою дочь — царевну Анну, ставшую женою князя Всеволода Ярославича. Икона стала родовой святыней русских князей, символом преемственности и династической близости Константинополя и Руси.
В начале XII века (по другим данным, в 1097 году) князь Владимир Мономах перенёс икону в Смоленск, где заложил храм Успения Богоматери, в котором впоследствии и разместили христианскую святыню.
С тех пор икона стала называться Смоленской, Смоленск — градом Пресвятой Богородицы, а собор — Домом Ея.
Церковное предание приписывает иконе помощь в спасении города в 1239 году от нашествия Батыя.
В XV веке икона оказалась в Москве. Е. Поселянин приводит несколько вариантов перенесения её: 

В «Русском Временнике» говорится, что некто Юрга, пан Свилколдович, когда уехал от Свидригайла, литовского князя, к великому московскому князю Василию Васильевичу, дорогой разграбил Смоленск, вместе с другими вещами взял икону Одигитрии и привёз её в дар великому князю в Москву ([в 1455 году]). Другие предполагают, что эту икону дал Витовт смоленский дочери своей Софье, супруге московского великого князя Василия Дмитриевича, когда она была в Смоленске в 1398 году для свидания с отцом и получила от него много икон греческого письма. Есть ещё одно известие, что будто бы последний смоленский князь, изгнанный отсюда в 1404 году литовским Витовтом, прибыл в Москву и привёз с собой икону Одигитрии вместе с другими иконами.— Поселянин Е. Богоматерь. Описание Её земной жизни и чудотворных икон. — М., 2002.
В 1456 году по просьбе посольства епископа Смоленского Мисаила великий князь Василий II Тёмный вернул икону в Смоленск. С неё был снят точный список «мера в меру» и в то время поставлен в Благовещенском соборе; 28 июля 1525 года он был перенесён в монастырь.

## История

### Обет

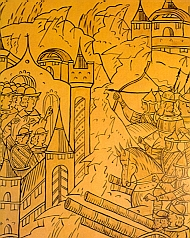
Гравюра «Осада Смоленска»

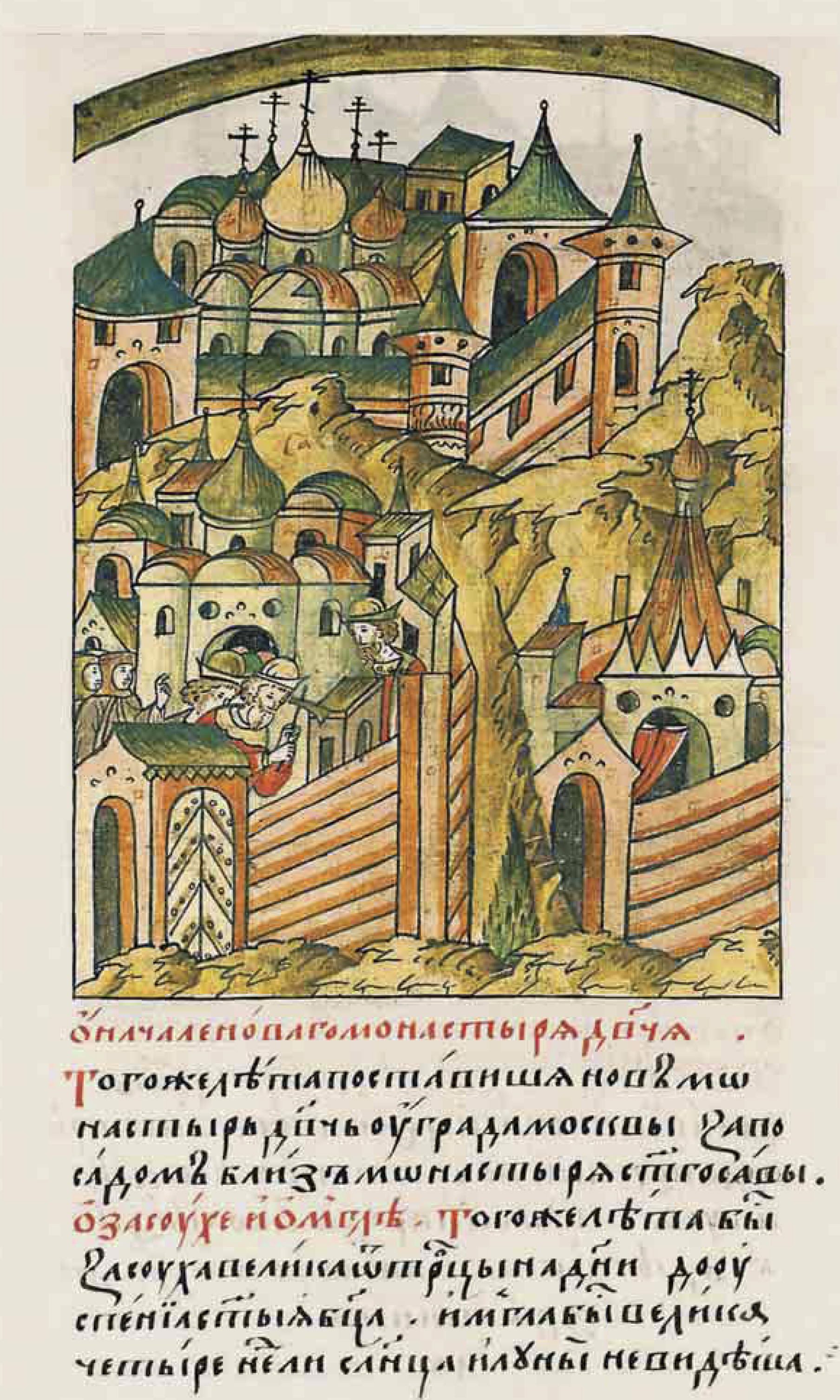
Строительство Новодевичьевого монастыря. Миниатюра Лицевого летописного свода. Вторая половина XVI века

В 1449 году между великим князем Казимиром и московским великим князем Василием Тёмным был заключён договор, по которому Москва отказывалась на вечные года от Смоленска и Смоленской земли. В 1508 году Смоленск становится центром Смоленского воеводства Великого княжества Литовского. Однако, при Великом князе Василии III спор за западнорусские земли возобновился. В 1510 году к Москве был присоединён Псков, а с 1512 года, после того как началась очередная русско-литовская война, начали предприниматься, вначале безуспешные, попытки присоединить Смоленск.
В 1514 году, стоя под стенами Смоленска Василий III дал обет:
Коли Божиею волею достану свою отчину, град Смоленск и земли Смоленския, тогда поставлю в Москве на посаде девичь монастырь, а в нём храм во имя Пречистыя…
Осада Смоленска началась 29 июля 1514 года, а уже на следующий день литовский гарнизон сдался, 31 июля смоляне были приведены к присяге Московскому князю и 1 августа, на праздник происхождения древ Честнаго и Животворящаго Креста, Великий Князь въехал в «свою отчину». Навстречу князю вышли, возглавляемые епископом Варсонофием, жители Смоленска и вынесли чудотворную Смоленскую икону.

### Основание монастыря
Великий князь Василий III не забыл свой обет, и через десять лет — 13 мая 1524 года в благодарность за овладение Смоленском в 1514 году им была основана Великая обитель Пречистой Богородицы Одигитрии Новый Девичий монастырь с соборным храмом во имя Смоленской иконы.
Место для обители было выбрано в излучине Москвы-реки, в трёх верстах от Московского Кремля на Девичьем поле, именно там, где в 1456 году москвичи прощались со Смоленской иконой.
На устроение обители князь пожаловал 3000 рублей серебром, дворцовые сёла, земельные угодья и даровал ей «несудимые грамоты», которые освобождали монастырь от податей в казну.
По его повелению 28 июля 1525 года из Кремля в «Дом Пречистыя Одигитрии Новый Девичий монастырь» крестным ходом, во главе которого шли сам Василий III и митрополит Даниил, была перенесена Смоленская икона Пресвятой Богородицы. В память перенесения чудотворной иконы был установлен ежегодный праздник с крестным ходом из Кремля в Новодевичий монастырь.

### Соломония Сабурова

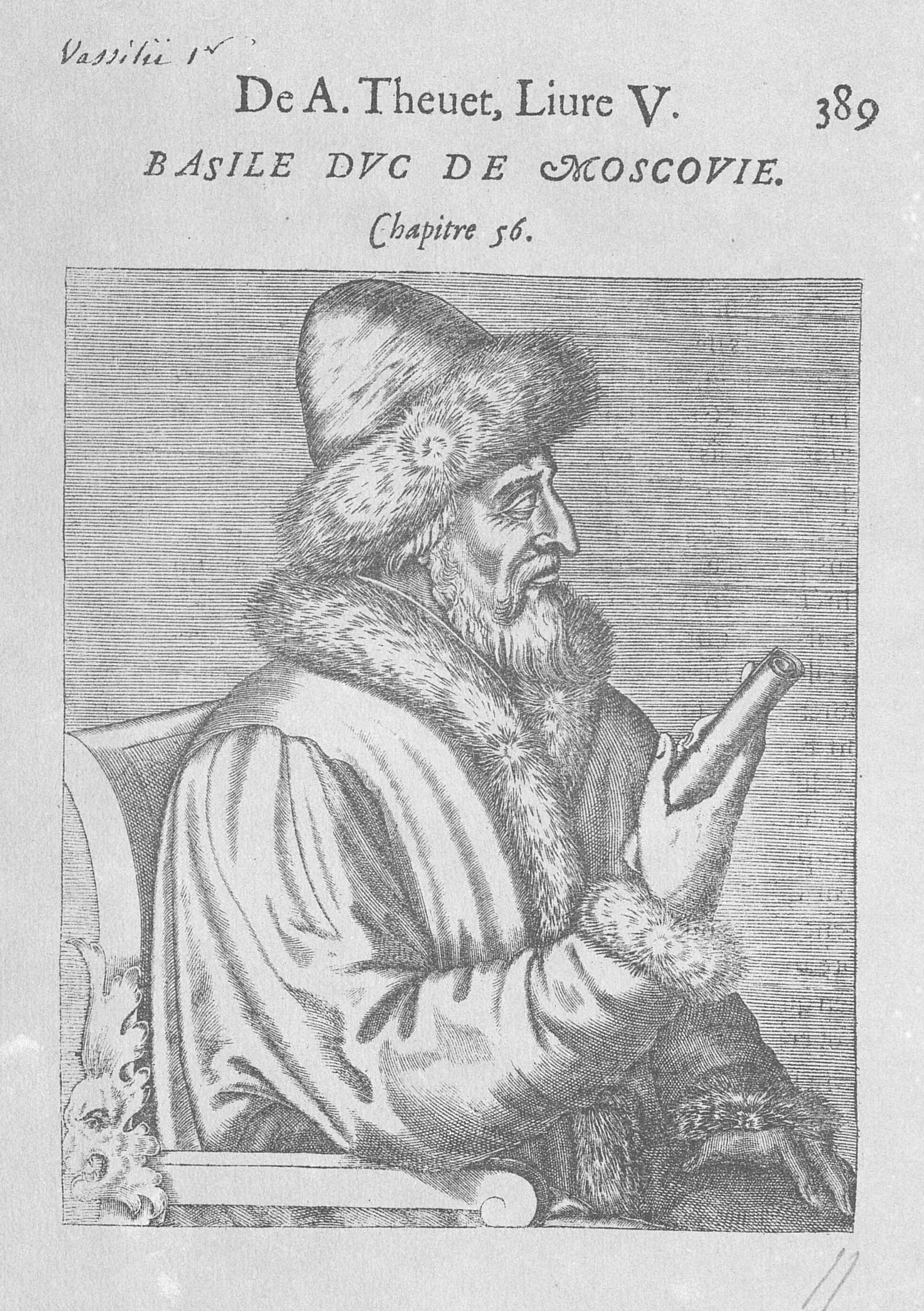
Василий III на гравюре западноевропейского мастера

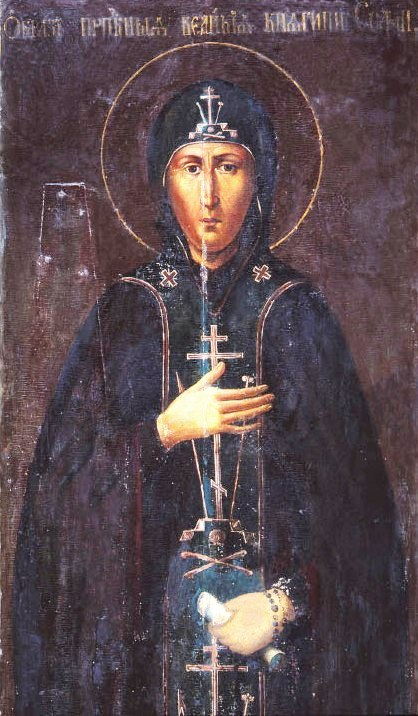
Преп. София Суздальская. Икона XVII века из Покровского собора, Суздаль

Основание девичьего монастыря Василием III совпадает с его бракоразводным процессом, поэтому некоторые исследователи полагают, что князь «вспомнил» о своём обете именно с этой целью и монастырь предназначался для великой княгини Соломонии Сабуровой.
4 сентября 1505 года Василий Иоаннович женился на Соломонии Сабуровой. Её выбрали на смотре невест из 500 девиц, представленных ко двору для этой цели со всей страны (по образцу смотрин невест для византийских императоров). После двадцати лет брака, Соломония так и не родила. Боясь, что возможные сыновья братьев станут претендентами на трон, Василий запрещал своим братьям вступать в брак, пока у него не родится сын. В 1523 году Василий Иоаннович добился разрешения на второй брак, а в ноябре 1525 года великую княгиню постригли в Рождественском монастыре с именем София.
Выступавшие против расторжения брака Вассиан Патрикеев, митрополит Варлаам и преподобный Максим Грек были сосланы, причём митрополит впервые в русской истории был лишён сана.

«Ты мне, недостойному, даёшь такое вопрошение, какого я нигде в Священном писании не встречал, кроме вопрошения Иродиады о главе Иоанна Крестителя», — ответил в 1525 году Василию III инок Вассиан на его вопрос о возможности развода с супругой.

В начале следующего (1526-го) года великий князь женился на юной Елене Глинской, дочери литовского князя Василия Львовича Глинского, от коего брака родился Иван Грозный.
Подобный развод с насильственной ссылкой жены в монастырь оказался беспрецедентным в истории Руси, хотя за первым подобным случаем в следующих поколениях Рюриковичей и Романовых последовали и другие. Он вызвал большое неодобрение в обществе.
Псковская летопись гласит:

В лето 7031 Князь великии Василеи Иоанович постриже княгиню свою Соломонею, а Елену взят за собя. А все то за наше согрешение, яко же написалъ апостолъ: пустя жену свою, а оженится иною, прелюбы творит.

Поселиться в Новодевичьем монастыре Софии так и не пришлось, она закончила свою земную жизнь в Покровском монастыре Суздаля. За праведную жизнь великая княгиня-инокиня была причислена к лику святых и почитается Русской Православной Церковью как преподобная София Суздальская.
Южный придел Смоленского собора Новодевичьего монастыря посвящён мученице Софии, тезоименной святой княгини-инокини Софии, как бы напоминая о семейной драме Василия III.
Эта история стала своеобразным прологом к дальнейшей судьбе Новодевичьего монастыря.

### Преподобная Елена

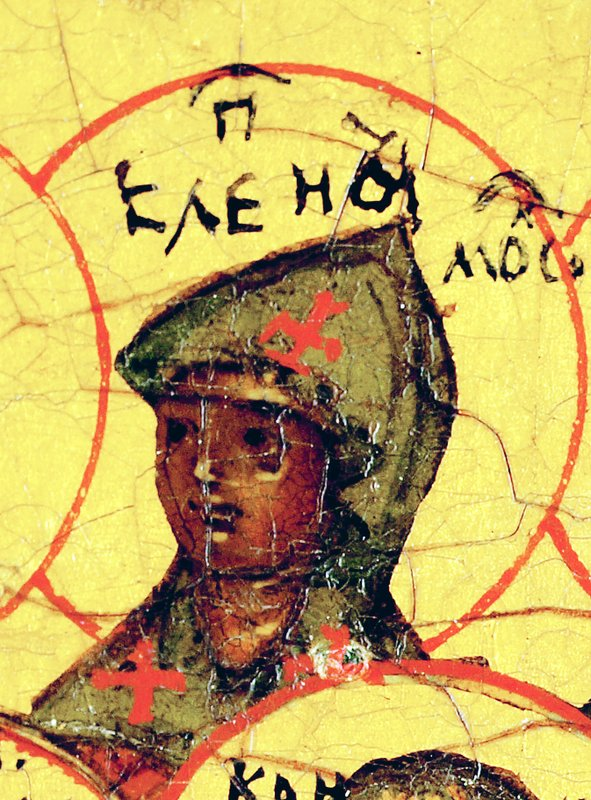
Преподобная Елена Московская. Фрагмент иконы «Собор русских святых». 1-я пол. XIX в. (ГМИР)

На игуменство в Новый Девичий монастырь Великий князь призвал из Суздаля «благоговейную и благочинную схимонахиню» Покровского монастыря Елену (Девочкину), которую почитал за святость жития и верил в силу её молитв за княжеский род, вместе с которой прибыло 18 суздальских стариц:
Великий князь Василий Иоаннович собра ту инокинь девического чина множество в дому Пресвятыя Богородицы, Еже есть Стена дев.
Преподобная Елена прославилась как «всеизрядная учительница девственного чина и вождь ко спасению известный» и управляла монастырём до своей старости. В духовном завещании Елена пишет о постигших её болезнях — слепоте и глухоте и игуменьей монастыря называет уже Евникею. Составленная ею духовная грамота стала своеобразным уставом, оставленным ею монастырю. В ней также содержит важные данные о первых годах существования аристократического Новодевичьего монастыря, где постриг принимали представительницы знатных родов. Их родственницы, навещая их, подолгу проживали в монастыре, ведя мирской образ жизни (содержали прислугу, имели неуставные трапезы), против которого и высказывается Елена.
Скончалась 18 ноября 1547 года и была погребена в монастыре.
Точное место погребения неизвестно, приблизительное его место у северной апсиды алтаря Смоленского собора обозначено могильной плитой.
Почитание преподобной Елены как святой было установлено при царе Алексее Михайловиче.
10 августа 1999 года после литургии в Смоленском соборе монастыря патриарх Алексий II возобновил почитание преподобной Елены. На службе прозвучали специально написанные тропарь и кондак святой, а в монастырской мастерской иконописцами была написана икона преподобной Елены.

### Первые царственные инокини
При Иване Грозном в Новодевичий монастырь поселились его ближайшие родственницы и за обителью закрепился статус придворной.
30 апреля 1564 года в монастыре приняла монашеский постриг с именем Александра княгиня Иулиания Дмитриевна Палецкая (Удельная), вдова великого князя угличского Юрия Васильевича, младшего брата Ивана Грозного. Княгиня Палецкая жила в собственных особых кельях с домовой церковью, содержала штат придворных, имела погреба, ледники и поварни. Позднее Иулиания переселилась в Воскресенский Горицкий монастырь на Шексне. В 1569 году во время опричного террора Иулиания была утоплена по приказу царя в реке вместе с Ефросиньей Старицкой, матерью князя Владимира Андреевича Старицкого Н. М. Карамзин пишет, что она была виновна «может быть, слезами о жертвах Царского гнева».
В 1582 году в монастыре поселяется царевна Елена Ивановна Шереметева (в постриге Леонида), вдова сына Ивана Грозного — царевича Ивана Ивановича. В отличие от Евдокии Сабуровой и Параскевы Соловой, сосланных в далёкий суздальский монастырь, Елена Шереметьева находилась в московском монастыре в более почётных условиях, как вдовствующая «царица».

### Годуновы

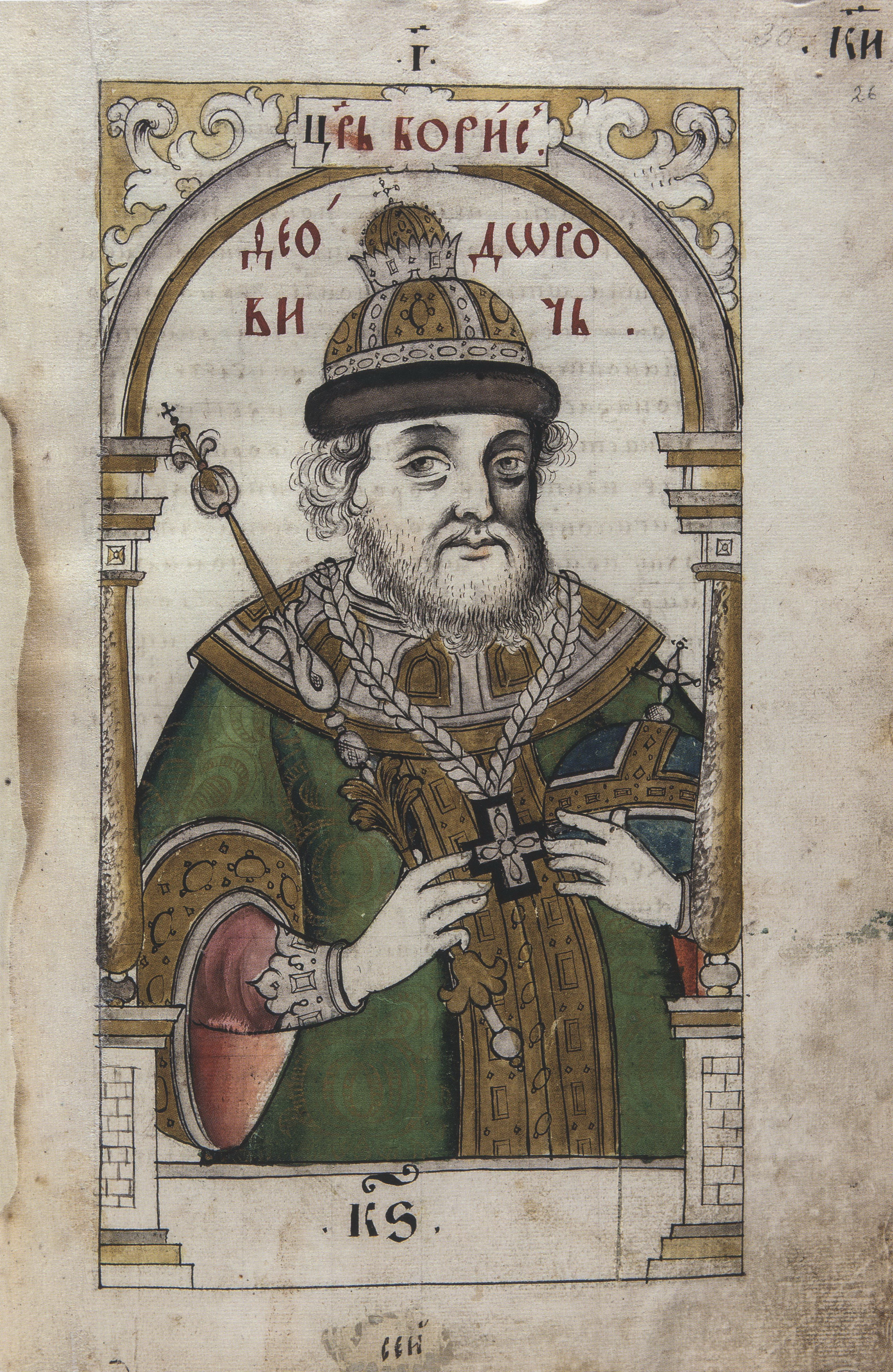
Портрет Бориса Годунова 1691 г. из Титулярника

В январе 1598 года, на девятый день после смерти мужа — царя Фёдора I Иоанновича из Кремля в монастырь переселяется его вдова — царица Ирина Фёдоровна Годунова (в иночестве Александра), являющаяся в то время единственной наследницей престола. Её уход в монастырь был равносилен отречению, но монастырь на несколько месяцев становится резиденцией главы государства: царица-инокиня продолжает принимать доклады бояр и подписывать указы.
Вместе с ней за стенами монастыря укрывается и её брат — Борис Годунов.
Трижды на Девичье поле приходили бояре и народ под предводительством святителя Иова просить Годунова на царство.
22 февраля 1598 года, после благословения сестры, в Смоленском соборе монастыря Борис Годунов принял избрание на царство. После торжественного въезда в Москву царь вернулся в монастырь, где провёл Великий пост и Пасху.
Во время царствования Бориса Годунова Новодевичий монастырь пользовался его особым расположением — был полностью обновлён Смоленский собор, поставлен новый иконостас, поновлены росписи, «образы чудотворные обложены дорогим окладом с камением», для вдовствующей инокини-царевны были построены обширные кельи, названные Ирининскими палатами, с трапезной и домовой церковью во имя Иоанна Предтечи (в конце XVIII переименованы в честь святителя Амвросия Медиоланского).
После смерти Годуновой монастырю отошла почти вся её собственность.
С XVI века монастырь стоял на страже западных подступов к Москве. Но так как не был приспособлен для выполнения оборонительных функций, в 1571 году он был сожжён ханом Девлетом I Гераем, а в 1591 году от разорения спасло лишь то, что войско крымских татар во главе с Газы II Гераем удалось остановить далеко на подступах у Донского монастыря.
Желая превратить монастырь в крепость-заставу Годунов возвёл каменные стены с зубцами, бойницами, галереями и множеством башен протяжённостью около 900 м, высотой 13 м и толщиной 3 м. К каждой башне были пристроены караульные помещения для размещения до 350 стрельцов. Для несения караульной службы в обитель был прислан гарнизон стрельцов.
В конце XVI — начале XVII века в монастыре проживали 122 старицы, из которых 20 были княгинями и боярынями знатных фамилий: Мещерские, Пронские, Шереметевы, Вельяминовы, Ростовские, Плещеевы, Беклемишевы, причём всем насельницам выплачивалось содержание из царской казны. Кроме этого, Дворец и Большой Приказ покрывали монастырские расходы на дрова, просфоры, воск, бочечную рыбу и соль. Принадлежащие монастырю сёла находились в Дмитровском, Рузском, Клинском, Бежецком, Кашинском, Ростовском, Владимирском, Верейском, Звенигородском, Вяземском, Углическом, Московском, Волоцком и Оболленском уездах. Старшими в монастыре были игуменья, келарь, старицы из боярынь и певчие («большие крылошанки»), второй чин составляли «меньшие крылошанки» и рядовые старицы.

### Смутные времена
В Смутное время монастырь становится убежищем для царственных персон, ставших жертвами борьбы за русский престол и важным стратегическим объектом для различных военных и политических сил.
В 1605 году Лжедмитрий I изъял монастырскую казну.
В 1606 году, призванные Василием Шуйским смоленские ратники обороняли обитель от отрядов Ивана Болотникова.
В 1610 году на Девичьем поле бояре вели с поляками переговоры о призвании на царство 15-летнего королевича Владислава IV.

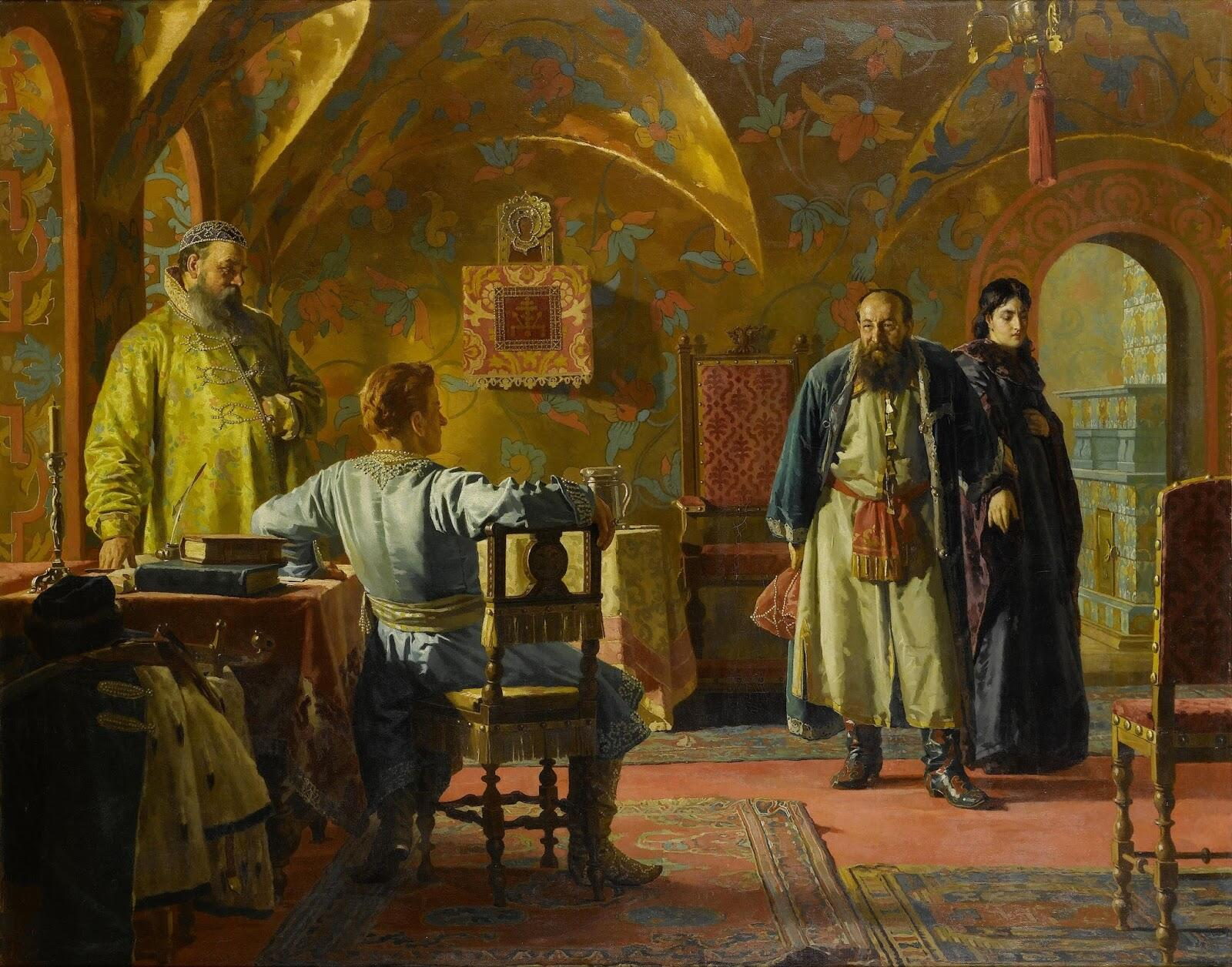
Н. Неврев. «Ксения Борисовна Годунова, приведённая к самозванцу»

В 1610 году, после отхода поляков от Троице-Сергиевой лавры, в монастыре обосновались царевна Ксения Борисовна Годунова (в иночестве Ольга), дочь царя Бориса Годунова и Марии Григорьевны Скуратовой-Бельской, постриженная в Горицком монастыре и Мария Старицкая (в иночестве Марфа), дочь Владимира Андреевича Старицкого, двоюродного брата царя Ивана Грозного, считавшаяся ближайшей наследницей московского престола. Однако, через некоторое время, монастырь был взят казаками бояр-изменников под предводительством Ивана Заруцкого:

А когда Ивашка Зарудный с товарицами Девичий монастырь взяли, то они церковь Божию разорили донагу, а других бедных черниц королеву княж Владимирову дочь Андреевича и царя Борисову дочь Ольгу, на которых преж сего и зрети не смели — ограбили донага. А как пошли из монастыря, то церковь и монастырь выжгли; это ли христианство?
...
Прииде Понизовая сила под Москву и Новый Девичь монастырь взяша и инокинь из монастыря выведоша в таборы и монастырь разориша и выжгоша весь, старицы же послаша в монастырь во Владимир. Многие же под тем монастырём дворяне и стольники испиху сами смерти от казачья насилия и позору.

С 1610 года по 1612 год монастырь переходил из рук в руки. Лишь 24 августа 1612 года произошло решающее сражение между народным ополчением под предводительством князя Пожарского и войсками Яна Ходкевича. Войска Ходкевича потерпели поражение и 25 августа покинули Москву.

### Первые Романовы
С воцарением Михаила Фёдоровича Романова началось восстановление монастыря, обитель освободили от податей в казну.
В 1615 году в монастырь была поселена вдова свергнутого с престола в 1610 году царя Василия Шуйского — Мария Петровна Буйносова-Ростовская (в монашестве — Елена).
К 1650-м годам разорённый монастырь был очищен, восстановлен и укреплён. В 1656 году патриарх Никон показывая его Антиохийскому патриарху Макарию III утверждал, что на Руси не найдётся монастыря богаче этого. Сын и спутник Антиохийского патриарха диакон Павел Алеппский вспоминал:

Насельницы по большей части знатного рода, дочери вельмож; лица их блещут, как солнце; одежды — красивого покроя; они носят на лицах длинные покрывала, а мантии волочатся по земле.

В XVII — начале XVIII веков монастырю принадлежало 15 000 душ крепостных и более 150 000 десятин земли в 36 сёлах, разбросанных от Онеги до Нижней Волги, ещё со времён Ивана Грозного обители принадлежало подворье в Кремле и слобода вдоль Пречистенки, к которой было приписано 127 ремесленников, монастырь содержал штат приказчиков и подьячих для ведения дел. В 1633—1644 годах игуменья Анфиса приглашалась ко Двору по большим праздникам.
В Новодевичьем приняла постриг дочь царя Михаила Феодоровича царевна Татьяна, сёстры Петра I Екатерина и Евдокия.
В 1680 году выполнен иконостас Смоленского собора под руководством Клима Михайлова и Симона Ушакова, вместе с которым работали его ученик Никита Павловец и мастера Оружейной палаты.

### Престольный праздник
В XVII веке у московских царей устанавливается традиция каждый год 28 июля, в день празднования Смоленской Богоматери Одигитрии приезжать на богомолье в монастырь. 27 июля, в канун праздника, царственные особы с семьями и придворными выезжали на богомолье расположившись шатрами на Девичьем поле ходили ко всенощной, а на следующий день к праздничной обедне. Богослужение главного престольного праздника совершалось Московскими первоиерархами: митрополитами Макарием и Филиппом, патриархами Иовом и Гермогеном и последующими. После богослужений устраивалась обильная трапеза с угощением и наделением щедрой милостыней монастырских стариц. В этот день, в честь праздника, устраивались народные гулянья на Девичьем поле.
Подобные богомолья совершались также после Пасхи, когда отмечался день основания обители, сопровождавшийся ещё и крестным ходом на колодец Вавилон, находящийся в версте от обители.

### Иверская икона Божией Матери
В 1654 году Алексей Михайлович, решив вернуть Русскому царству западные земли, объявил войну Речи Посполитой, самолично возглавив военный поход, в котором его сопровождал афонский список Иверской иконы Божией Матери, ранее хранившейся в Успенском соборе Московского Кремля.
10 сентября 1654 года прошли переговоры с поляками о сдаче Смоленска, и 23 сентября город сдался. 25 сентября состоялся царский пир с воеводами и сотенными головами Государева полка, к царскому столу была приглашена смоленская шляхта — побеждённые, причисленные к победителям. 2 октября того же года царским указом город был окончательно присоединён к Московскому царству.
Алексей Михайлович, по всей видимости, подражая Василию III Иоанновичу, в благодарность за дарованную победу сделал в Новодевичий монастырь богатые вклады и поставил в соборном храме чудотворную Иверскую икону Божией Матери, где она помещалась, по-видимому, на южной стене.

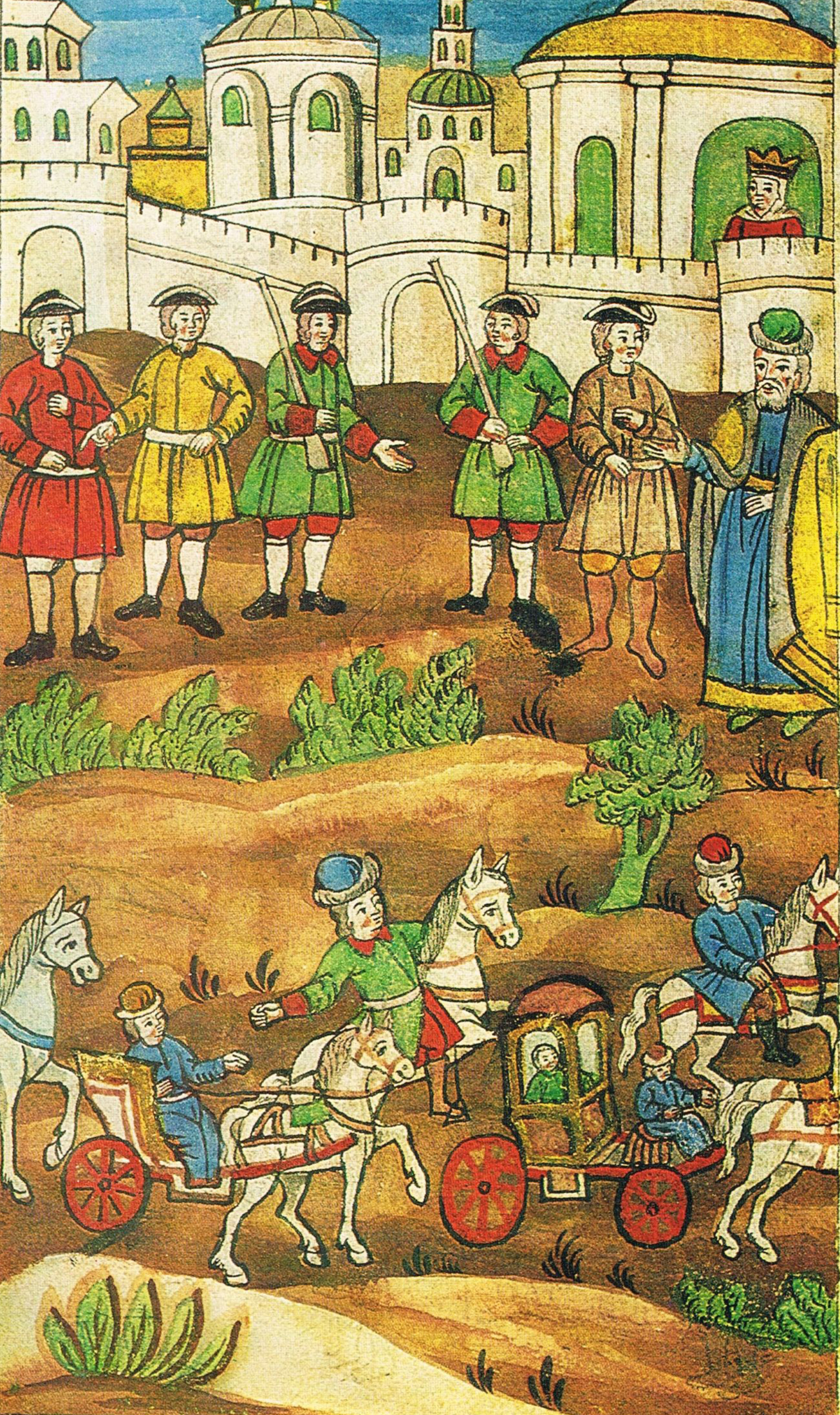
Заточение царевны Софьи в Новодевичий монастырь в 1689 году. «История Петра I», соч. П. Крёкшина

Лишь один раз, в 1913 году, икона покидала стены монастыря во время празднования 300-летия дома Романовых, когда образ выносили для всеобщего поклонения, поставив его в митрополичьих палатах Чудова монастыря. Однако, после закрытия монастыря Иверская икона вместе с другими ценностями монастырской ризницы была изъята и хранилась в фондах Государственного исторического музея. Лишь 25 января 2009 года древнейший в России список Иверской иконы Божией Матери был возвращён в монастырь. Великую православную святыню встречали митрополит Крутицкий и Коломенский Ювеналий, архиепископ Можайский Григорий с духовенством, монашествующими и прихожанами. Икона была установлена в Успенском храме монастыря, после чего митрополит совершил молебен, всенощное бдение и акафист перед чудотворным образом.

### Темница
Для многих Новодевичий стал темницей.
Сюда в 1689 г. по приказу Петра I была заточена царевна Софья — насильственно пострижена в монахини под именем инокини Сусанны после стрелецкого бунта.
Позже в монастырь были заточены её сёстры.
По приказу Петра I в этом же году перед окнами кельи Софьи были повешены её сторонники — участники восстания.

### Строительство
Археологической экспедицией Института археологии РАН удалось установить, что изначально монастырь занимал гораздо меньшую площадь, был окружён рвом глубиной 1,5 метра и шириной до 3 метров, а также каменной стеной шириной около 3 метров. Каменную ограду со рвом монастырь получил уже в эпоху правления Бориса Годунова, она стояла в стороне от линии современных стен примерно на 15–20 м, так что площадь обители составляла около 3 гектар (сейчас – 5 га). Стены эпохи царевны Софьи построены позже, они стоят вне периметра XVI века, выходя за его границы.
При деятельном участии Софьи были построены основные здания Новодевичьего монастыря.
На средства заточённой царевны строятся трапезная с Успенской церковью и две надвратные церкви — Покрова Богородицы и Преображения Господня.

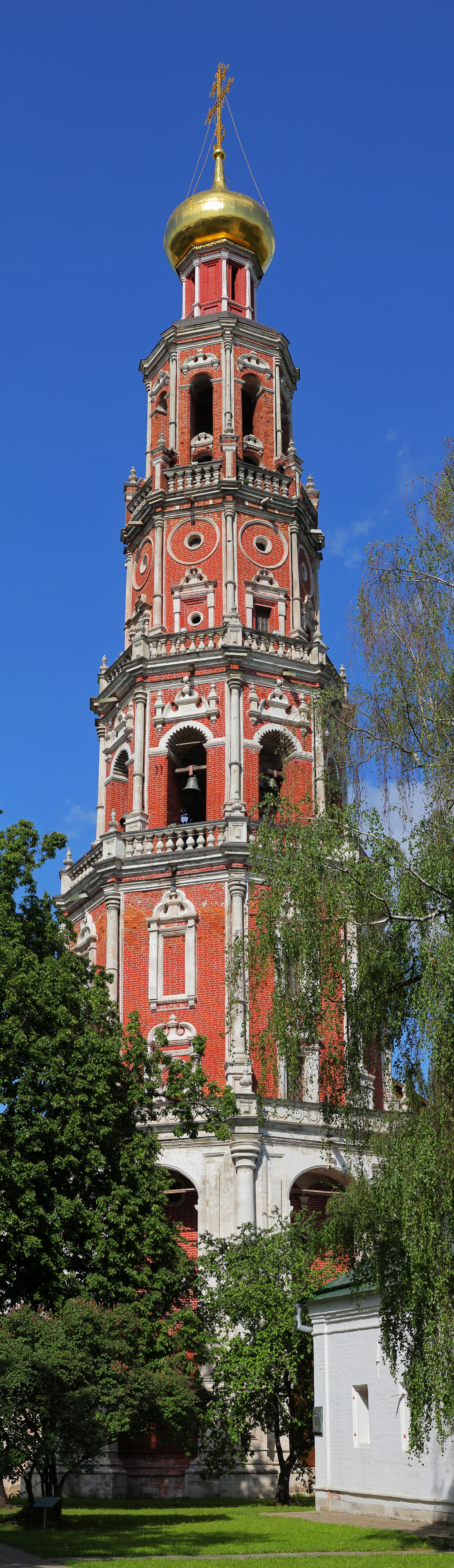
Колокольня с двумя храмами — Варлаама и Иоасафа и Иоанна Богослова, ок. 1690 г.

В 1690 году сооружается колокольня в стиле московского барокко по ярусной схеме с белокаменным кружевом сверху донизу, которую называли «самой выдающейся из всех московских колоколен».

### Евдокия Лопухина

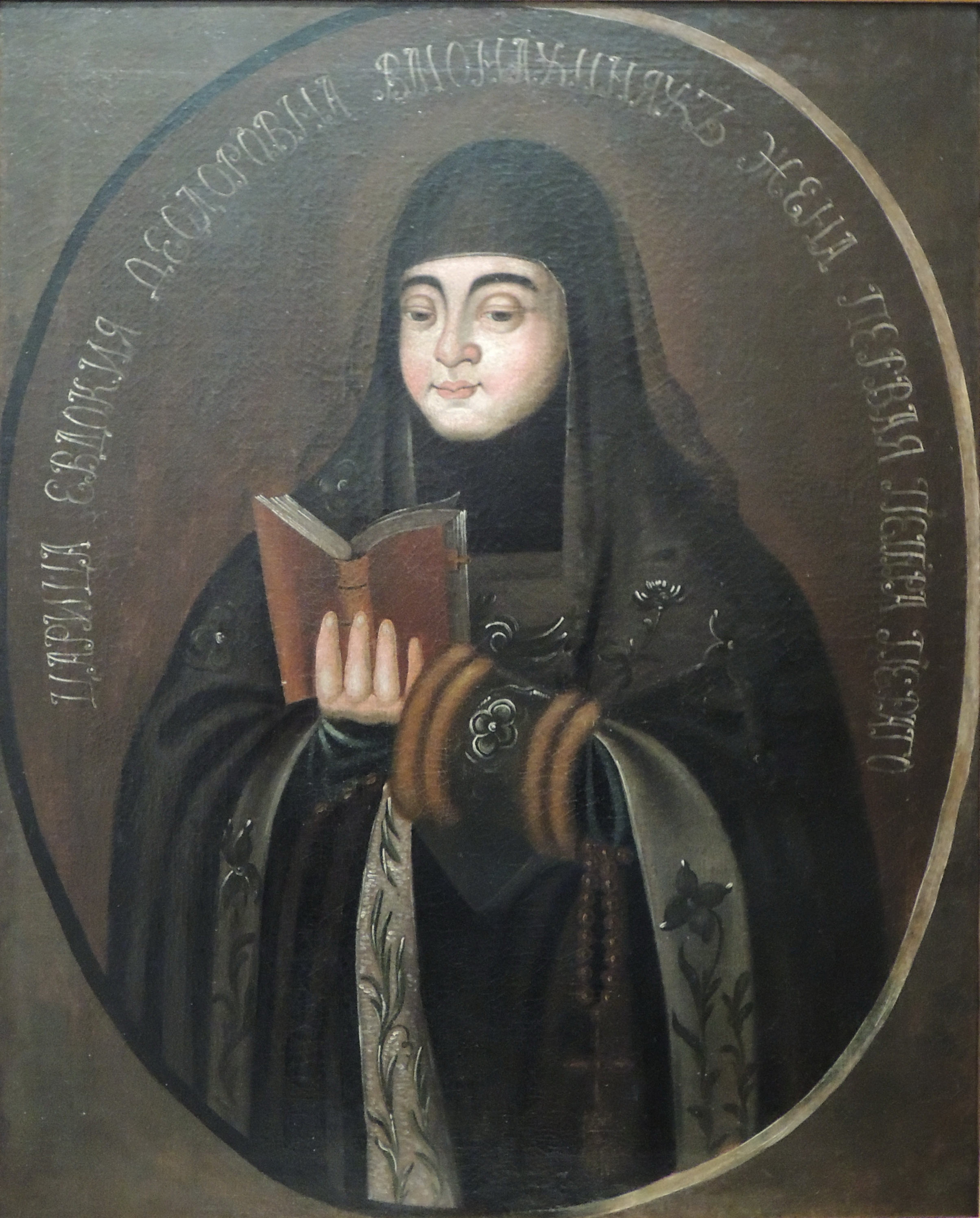
Евдокия Лопухина в монашеском облачении

В 1698 году опальная царица Евдокия Фёдоровна Лопухина была пострижена в монахини и сослана в Суздальский Покровский монастырь. В 1727 году её внук император Пётр II разрешил Евдокии вернуться и поселиться в Новодевичьем монастыре в палатах, которые впоследствии и получили название Лопухинского корпуса.
Указом Верховного тайного Совета Евдокия была восстановлена в достоинстве царицы, ей было дано большое содержание (вначале 4500 рублей в год, а после приезда в Москву Петра II его увеличили до 60 000 рублей в год) и особый двор.
Евдокия умерла в 1731 году, последними её словами были: «Бог дал мне познать истинную цену величия и счастья земного». Её погребли у южной стены Смоленского собора рядом с гробницами царевен Софьи и её сестры Екатерины Алексеевны. На похороны пришла императрица Анна Иоанновна.

### Приют
В 1724 году в Новодевичьем монастыре был открыт приют на 250 человек для девочек-подкидышей, которых обучали плетению голландских кружев. Пётр I специально выписывал мастериц для обучения из Брабанта.

### Отечественная война 1812 года
В 1812 году отступавшие из Москвы французы попытались взорвать Новодевичий монастырь — но, по легенде, одна из монахинь успела залить водой фитили, подведённые к пороховым погребам.

### Леонида (Озерова)
В апреле 1908 года настоятельницей монастыря была определена игуменья Серпуховского Владычного монастыря Леонида (Любовь Петровна Озерова), из дворян, тётка Сергея Симанского — будущего Патриарха Алексия I. Скончалась в январе 1920 года, на 93-м году; памятник на её могиле был поставлен в 1955 году её племянником — серый мраморный крест по левую сторону от центральной дорожки, ведущей от монастырских врат к Смоленскому собору.

### Советское время

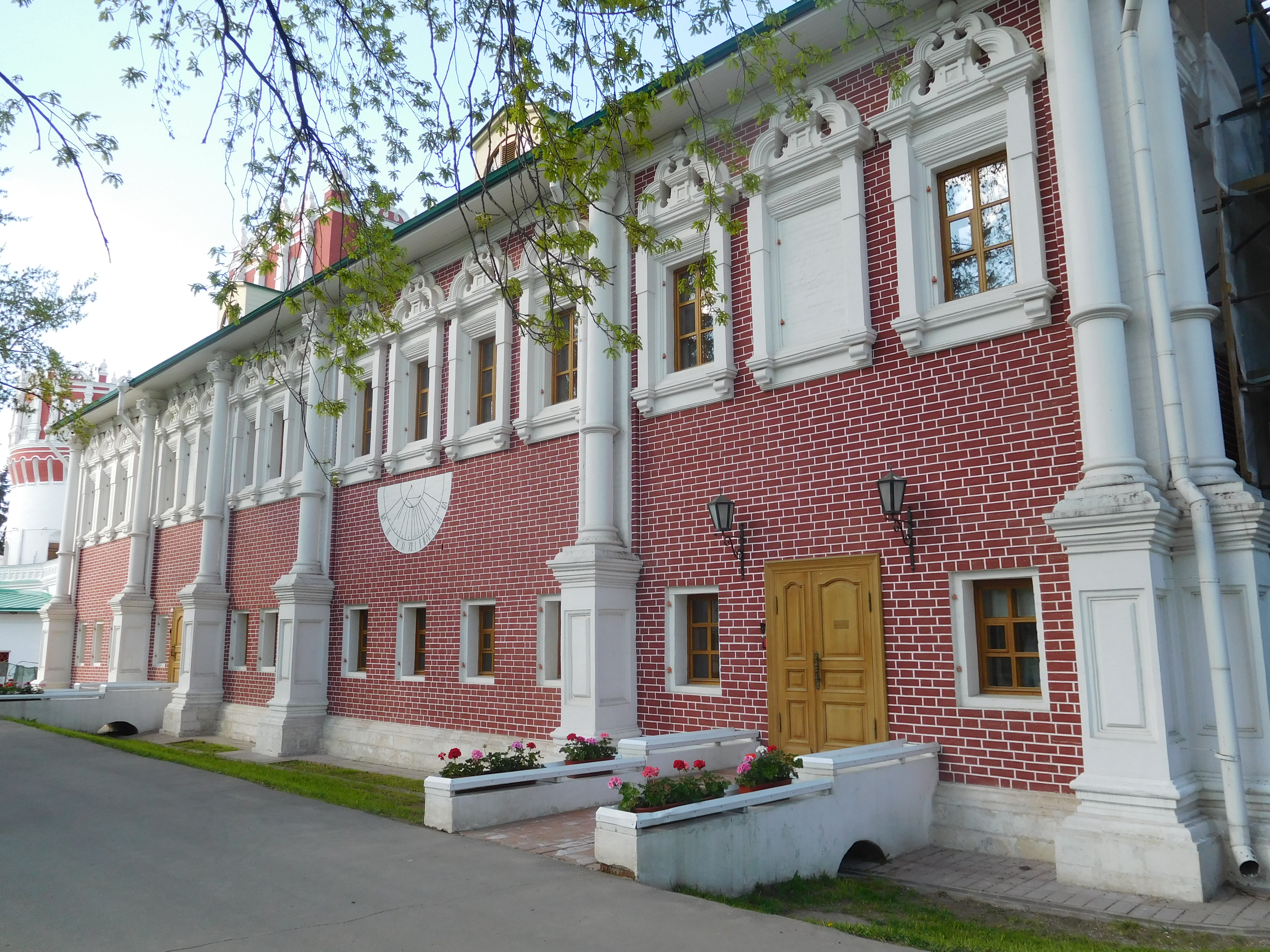
Бывшая резиденция митрополита Крутицкого и Коломенского, Лопухинские палаты

После Октябрьской революции в 1917—1918 годах монастырь был фактически упразднён.
В 1922 году монастырь окончательно закрыли и в его стенах был образован музей «Царевна Софья и стрельцы», первым заведующим которого стала Елизавета Кропоткина. Позже был переименован в «Музей раскрепощения женщины». Датой его основания одни исследователи считают 1922-й, другие — 1930—1931. Просуществовал 4 года.
В январе 1927 года за алтарём собора был похоронен епископ Антонин (Грановский) (могила не сохранилась).
С 1934 года Новодевичий монастырь становится филиалом Государственного Исторического музея.
Осенью 1943 года в Лопухинских палатах монастыря были открыты Московские богословские курсы, а 14 июня 1944 года Богословский институт, позже преобразованные в Московские Духовные академию и семинарию и переведённые в 1948 году в Троице-Сергиеву Лавру.
В 1944 году был открыт надвратный Преображенский храм.
В 1945 году был открыт для богослужения Успенский трапезный храм.
Последняя перед закрытием монастыря игуменья — Вера (Победимская), скончавшаяся 3 февраля 1949 года и похороненная на Даниловском кладбище.
1949—1961 — в подвалах Успенской церкви, колокольне и подсобных помещениях монастыря располагались мастерские «Софрино» по изготовлению предметов церковного обихода.
C 1964 по 2021 год Лопухинские палаты монастыря служили резиденцией митрополитов Крутицких и Коломенских.

### Передача комплекса и святынь Московскому патриархату

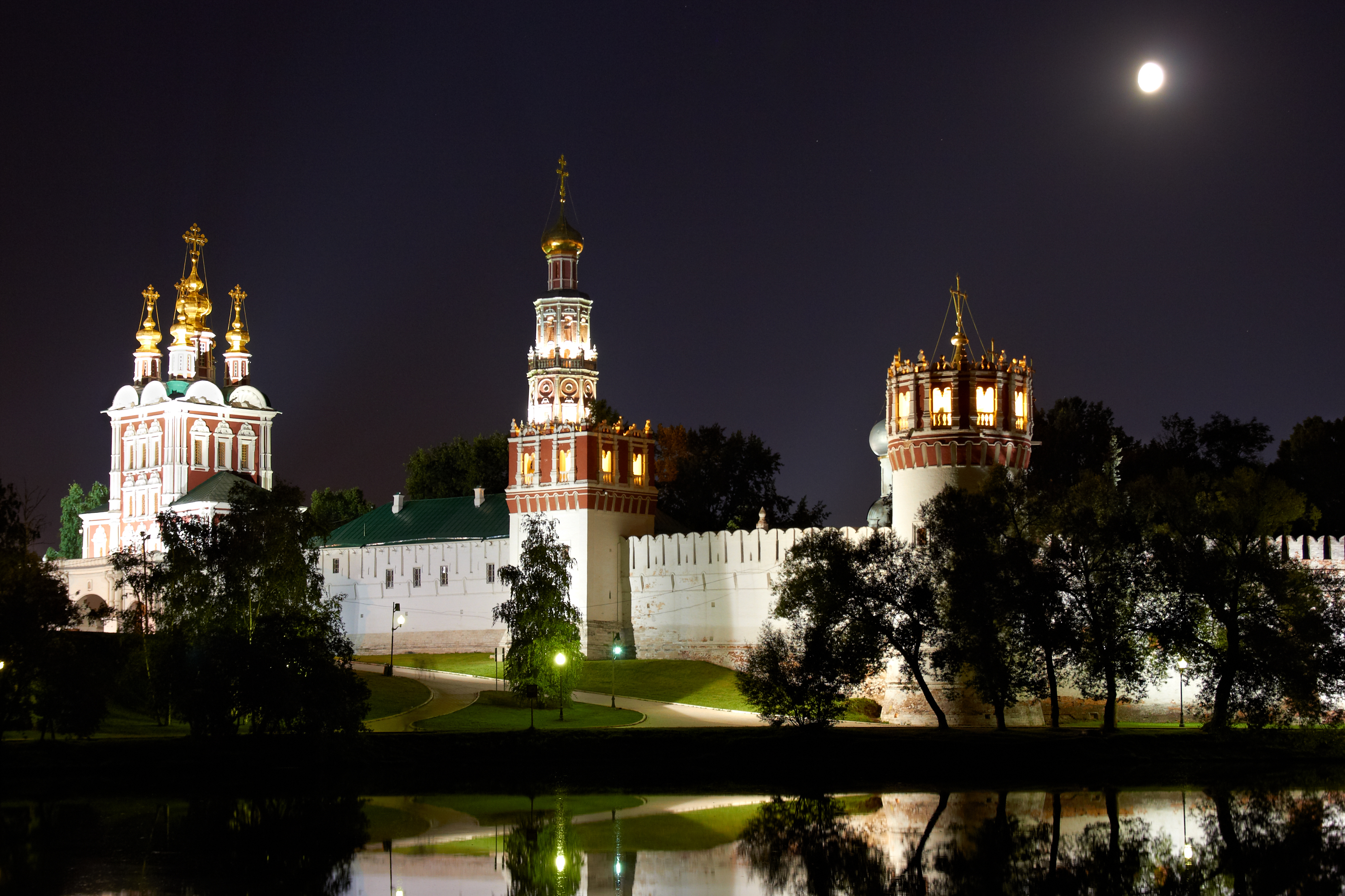
Ночная подсветка

В 1994 году была возобновлена монашеская община, находящаяся в ведении митрополита Крутицкого. Напрудная башня, где была заточена царевна Софья, стала предметом народного суеверия: её стены «уродуют надписями, суют записки между кирпичей, припадают лбами, объятиями, молятся».
В октябре 2006 года патриарх Алексий II направил письмо в Росимущество о передаче Новодевичьего монастыря Московской епархии. Росимущество сообщило о возможности передачи в безвозмездное пользование РПЦ зданий Новодевичьего монастыря. 27 марта 2007 года патриарх Алексий II направил обращение к президенту РФ Владимиру Путину.
5 января 2010 года председатель Правительства Российской Федерации Владимир Путин в ходе встречи с патриархом Кириллом (на встрече присутствовали также министр культуры Александр Авдеев и глава Росимущества Юрий Петров) сказал, что в 2010 году власти планируют «полностью освободить Новодевичий монастырь и передать его в ведение Церкви».

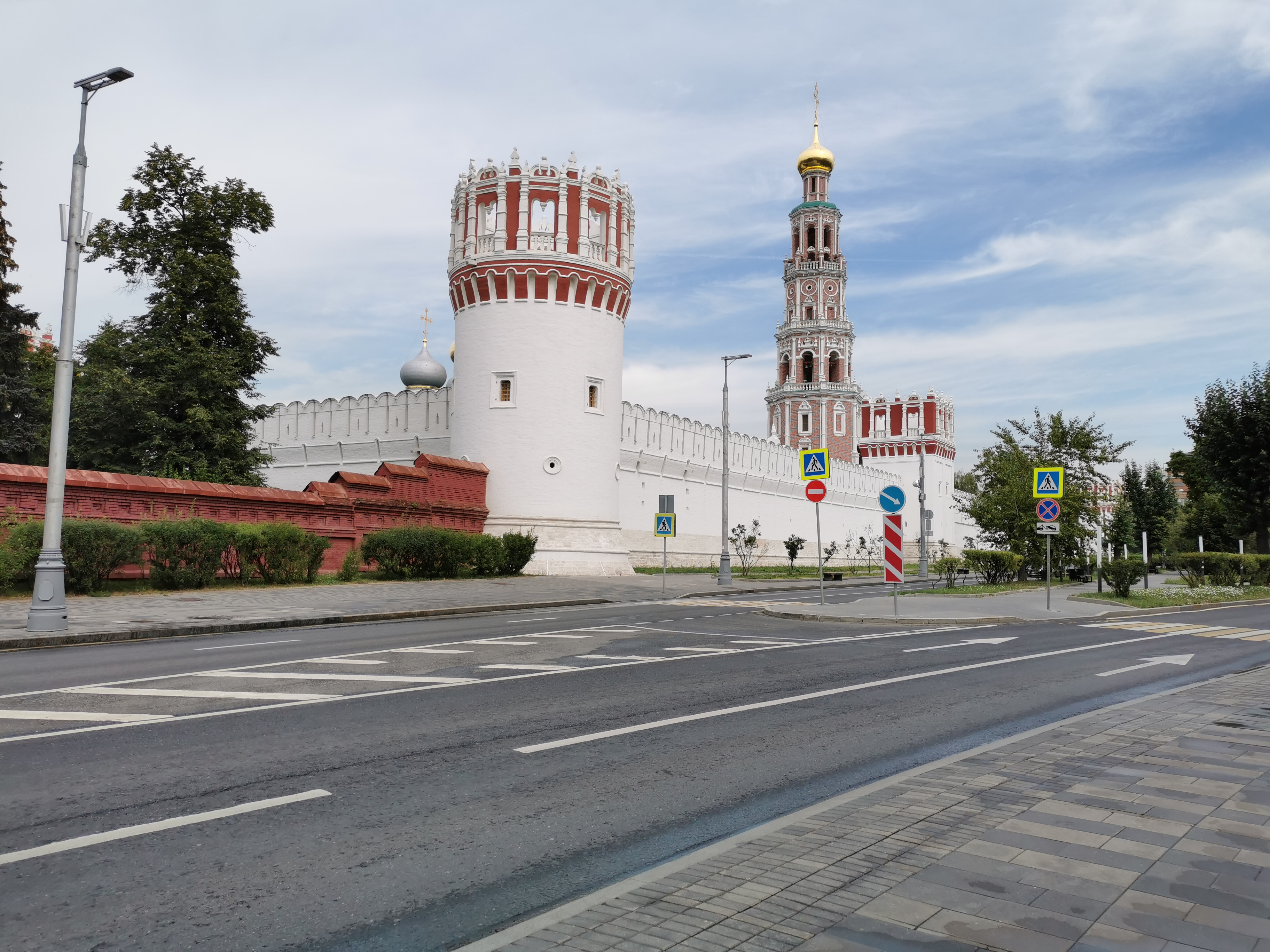
Новодевичий монастырь после реставрации (2022 год)

22 марта 2010 года Новодевичий монастырь передан в безвозмездное бессрочное пользование Московской епархии РПЦ.
В январе 2009 года агентство РИА Новости со ссылкой на сайт Московской епархии сообщило, что 24 января древнейший в России список Иверской иконы Божией Матери передан из фондов Государственного исторического музея в Новодевичий монастырь Русской православной церкви. 6 мая 2012 года избранный президент РФ Владимир Путин принял участие в церемонии передачи московскому Новодевичьему женскому монастырю списка Иверской иконы Божией матери, принесённого на Русь с Афона в 1648 году.
По состоянию на 2019 год в монастыре 30 насельниц.
В 2014 году в монастырском комплексе начались реставрационные работы, продолжавшиеся последующее десятилетие. Ночью 15 марта 2015 года на территории монастыря загорелась колокольня, которая пребывала на реконструкции. Пожар не нанес критических повреждений, повредив купол и звонницу. Часть средств от реставрации была расхищена коррупционерами во главе с замминистра культуры Григорием Пирумовым.
В 2017 году вышел указ президента России «О праздновании 500-летия основания Новодевичьего монастыря», которое будет отмечаться в 2024 году.
Аудит Министерства культуры РФ в марте 2019 года установил, что намеченные к завершению 2018 года проектно-изыскательные работы не были проведены, а качество проекта реконструкции было признано низким, вызвав множество нареканий у государственной экспертизы.
К 2020 году была проведена реставрация и воссоздан исторический облик 18 памятников Новодевичьего монастыря.

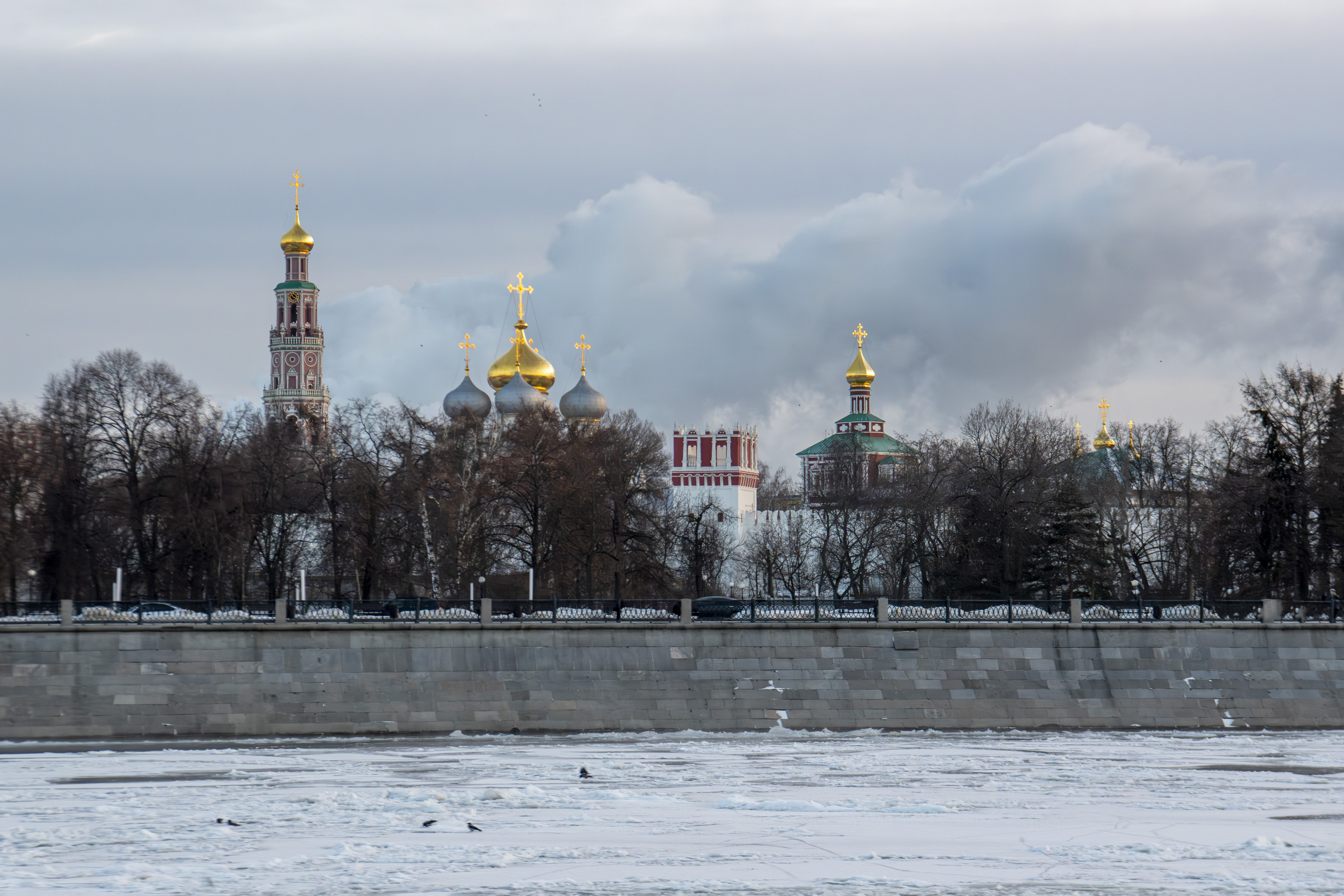
Вид на Новодевичий монастырь со стороны Москвы-реки, 2024 год

В ходе реставрации Смоленского собора были обнаружены фрески конца XVI века. Уникальная живопись этого времени сохранилась только в четырёх храмах России, кроме Смоленского собора её можно увидеть лишь в Архангельском соборе московского Кремля, Преображенском соборе в Ярославле и Свято-Успенском соборе
Свияжского Успенского монастыря.
Осенью 2024 года реставрация всех 36 объектов монастырского комплекса была практически завершена.
26 октября 2024 года патриарх Кирилл совершил чин великого освящения Смоленского собора.

## Архитектурный ансамбль

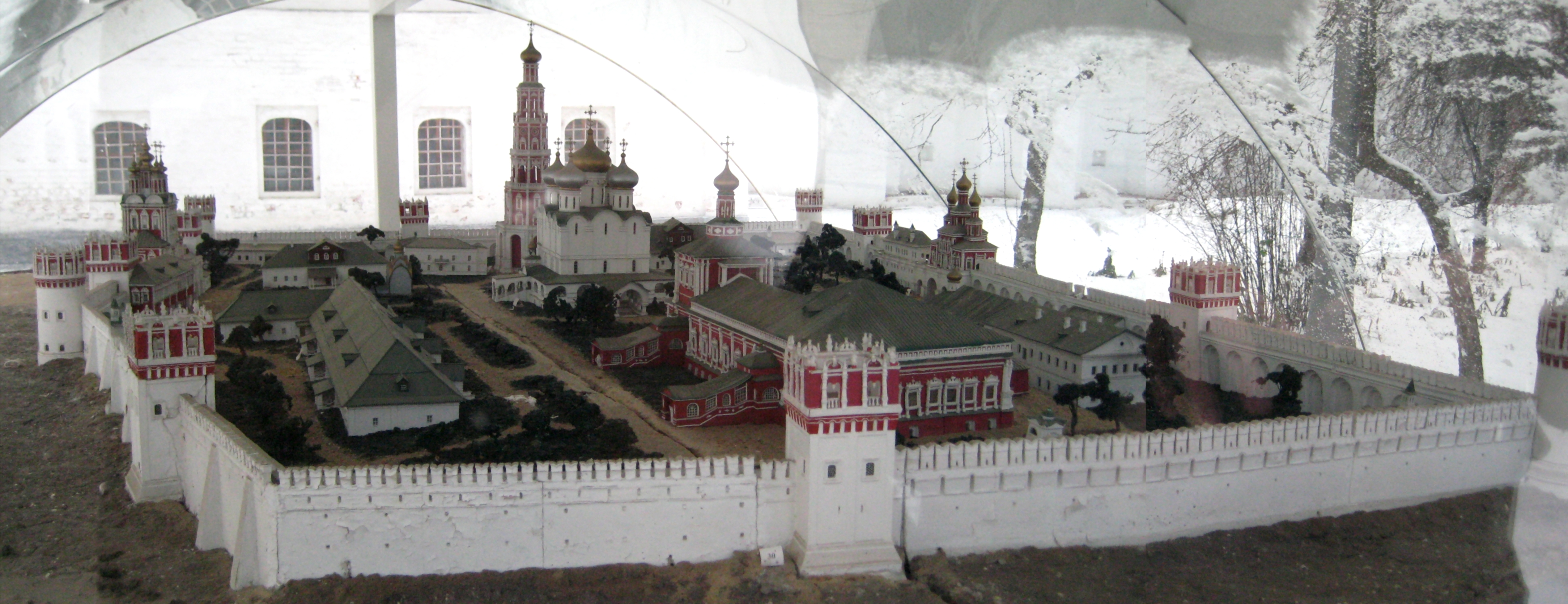
Модель ансамбля

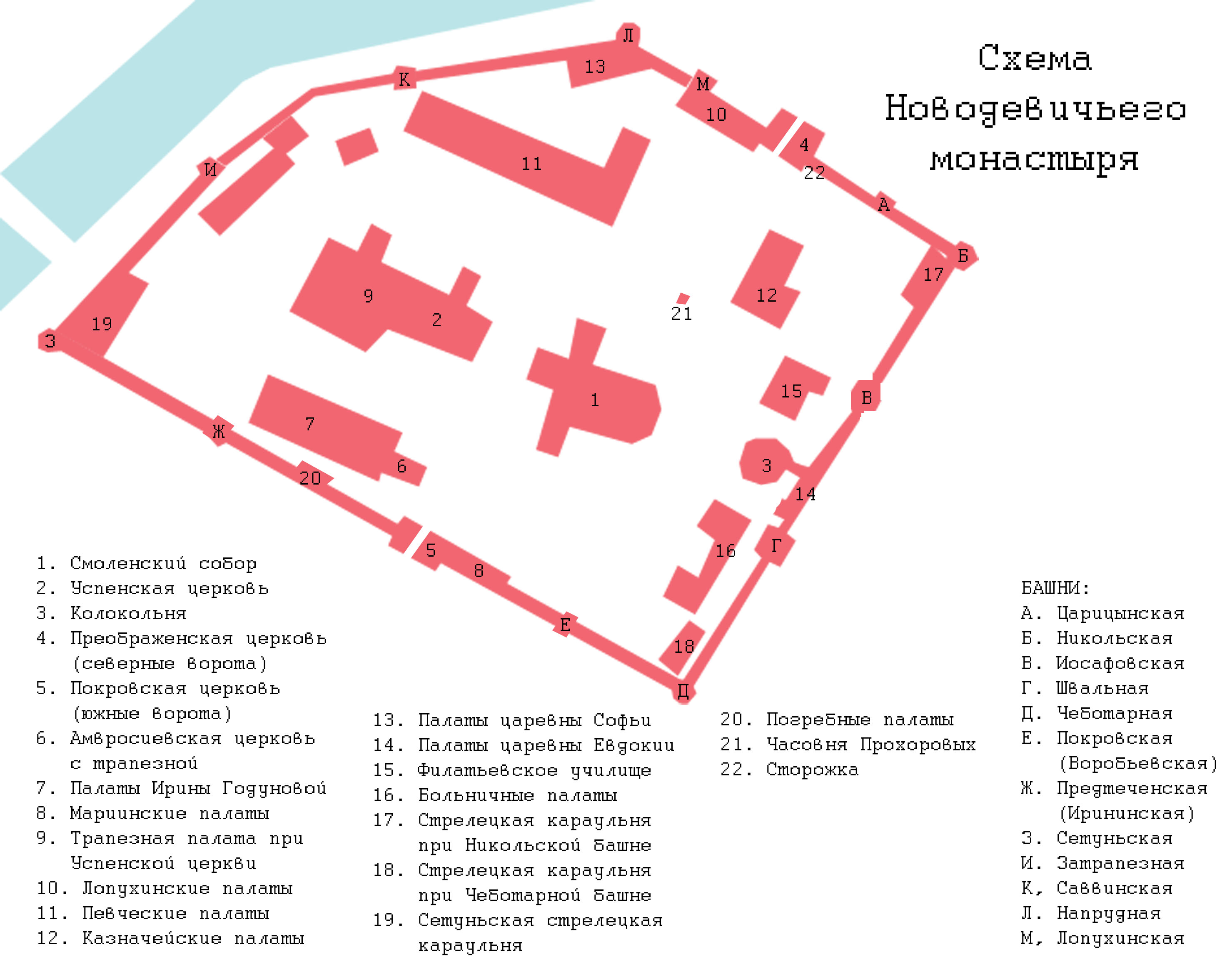

Центр монастыря — монументальный, пятиглавый (первоначально, по-видимому, девятиглавый, с четырьмя приделами по углам, как у Благовещенского собора Московского Кремля) Смоленский собор, в интерьере которого сохранилась фресковая живопись XVI века. Собор был построен по образцу Успенского собора в Кремле.
В конце XVII века, в правление царевны Софьи, вокруг Смоленского собора был создан центрический архитектурный ансамбль, в котором собор оказался центром пересечения двух главных осей. Ось «север-юг» образуют две надвратные церкви, а ось «запад-восток» — колокольня и трапезная. Согласно документу второй половины XVIII века, автором этого ансамбля и создателем большинства сооружений монастыря является зодчий Пётр Потапов — создатель церкви Успения Пресвятой Богородицы на Покровке, близкой по стилистическим особенностям к постройкам Новодевичьего.
Шестиярусная колокольня в нарышкинском стиле высотой в 72 м (конец XVII века), с чередованием ажурных и «глухих» ярусов, в то время самая высокая колокольня в Москве после Ивана Великого. Существует мнение (подтверждённое анализом пропорций), что колокольня должна была быть семиярусной — но не была достроена из-за свержения царевны Софьи в 1689 году.
Крепостные стены с башнями были впервые возведены при Борисе Годунове, но в конце XVII века были полностью перестроены. Башни при этом получили ажурные аркадные завершения (парапеты). Аналогичное завершение имеет Кутафья башня Кремля.
В августе 2020 года учёные Института археологии РАН обнаружили на территории монастыря остатки фундаментов башни и стены, построенных в правление Бориса Годунова. Каменные стены отстоят от линии современных стен примерно на 15-20 м — следовательно, обитель была меньше примерно на 2⁄5и занимала площадь около 3 га.
| Илл. | Название | Год                            | Архитектор                   | Описание |
| ---- | --- | ------------------------------ | ---------------------------- | --- |
|      | Соборный храм Смоленской иконы Божией Матери                                                                          | 1524—1525 годы или 1560-е годы | Алевиз Фрязин (?) Нестор (?) | Старейший храм Новодевичьего монастыря, приделы апостолов Прохора и Никанора, чуда Архангела Михаила, мучениц Веры, Надежды, Любови и матери их Софии. По архитектуре схож с Успенским собором Московского Кремля. Собор приписывают либо Алевизу Новому, либо зодчему Нестору (погиб при строительстве собора). Фрески конца 1590-х годов, иконостас 1683—1686 годов.                                          |
|      | Храм Успения Пресвятой Богородицы с трапезной                                                                         | 1685—1687 годы                 |                              | Приставной придел — апостола Иоанна Богослова, в крестильном храме — князя Владимира, в верхнем этаже главного храма — Сошествия Святого Духа. |
|      | Трапезная | 1685—1687 годы                 |                              | При Успенском храме |
|      | Колокольня с церковью Варлаама и Иоасафа (на первом ярусе) и упразднённой церковью Иоанна Богослова (на втором ярусе) | 1689—1690 годы                 | Яков Бухвостов (?)           | Высота 72 м. Два храма: - Храм Преподобных Варлаама и Иоасафа под колокольней - Храм Святого Апостола Иоанна Богослова (средний ярус колокольни) Здание в стиле нарышкинского барокко |
|      | Храм Спаса Преображения над северными воротами (Преображенская надвратная церковь)                                    | 1687—1689 годы                 |                              | Храм действующий, однако закрыт для свободного доступа, так как является домовым храмом митрополита Крутицкого и Коломенского. Снаружи храм опоясан балконом-гульбищем. Купола характерны для украинского барокко. Окна «в два света» придают храму праздничный характер. |
|      | Лопухинские палаты |                                |                              | Примыкают к Преображенской церкви. Построены в 1687—1688 годах для царевны Екатерины Алексеевны, дочери царя Алексея Михайловича. Название — по имени Евдокии Лопухиной, первой жены Петра I, проживавшей здесь в 1727—1731 годах. На фасаде сохранились старейшие в Москве солнечные часы. В интерьере изразцовые печи.                                                                                        |
|      | Храм Покрова Пресвятой Богородицы над южными воротами (Покровская надвратная церковь)                                 | 1683—1688 годы                 |                              | Сейчас ворота закрыты и не используются. |
|      | Мариинские палаты |                                |                              | Примыкают к Покровской церкви. Кирпичные палаты с белокаменными деталями, построены в 1683—1688 годах. Названы по имени дочери царя Алексея Михайловича, царевны Марии Алексеевны, жившей здесь в 1690-х годах. Первоначально здание было двухэтажным. Некоторое время здесь жила царевна Софья — возможно, именно тогда у постройки появился третий этаж в виде обращённого на юг терема с двускатной кровлей. |
|      | Храм Святителя Амвросия Медиоланского (Амвросиевская церковь)                                                         | 1580-1600                      |                              | Первоначально посвящалась Иоанну Предтече, позже переосвящена в честь Амвросия Медиоланского. Неоднократно перестраивалась. |
|      | Палаты царицы Ирины Годуновой                                                                                         |                                |                              | Вместе с трапезной находятся при Амвросиевской церкви. Примыкающее в церкви двухэтажное здание являлась трапезной до того времени, когда была построена новая с Успенской церковью. Третье здание было построено, видимо, в конце XVI века и предназначалось для царицы Ирины Годуновой. Эта группа зданий — самые старые постройки монастыря после Смоленского собора.                                         |
|      | Певческие палаты | 1718-1726 годы                 |                              | Здание одноэтажных палат — самое большое жилое в комплексе монастыря. Первоначально — братские кельи, затем здесь проживала и наместница, а в XIX веке постройка переделана для монахинь-певчих (отсюда и название). |
|      | Казначейские палаты                                                                                                   | рубеж XVII и XVIII веков       |                              | Каменное здание, построено в качестве игуменской кельи. Изначально постройка имела один этаж, но в первой половине XIX века надстроена деревянным мезонином и украшена портиком на столбах. |
|      | Стрелецкая караульня при Напрудной башне (Палаты царевны Софьи)                                                       | XVII век                       |                              | В палатах расположена музейная экспозиция. В интерьере — изразцовая печь XVII века. Из маленьких окошек палат царевне Софье было приказано смотреть на повешенных у стен монастыря мятежных стрельцов. Нижний ярус Напрудной башни объединён с палатами в одно помещение. |
|      | Палаты царевны Евдокии                                                                                                | конец XVII — начало XVIII века |                              | При колокольне. |
|      | Филатьевское училище                                                                                                  | 1871—1878 годы                 |                              | Ныне — Московское епархиальное управление. Двухэтажное здание училища с балконом на главном фасаде, построенное на средства Н. П. Филатьевой. Предназначалось для девочек-сирот разных сословий. |
|      | Больничные палаты | XVII век                       |                              | В этом доме с 1938 по 1984 год жил Пётр Барановский |
|      | Стрелецкая караульня при Никольской башне                                                                             |                                |                              | Вплоть до революции 1917 года в башне находилась часовня во имя Святителя Николая, со внешней стороны был растёсан вход. |
|      | Стрелецкая караульня при Чеботарной башне                                                                             |                                |                              | При Чеботарной башне жили чеботари, то есть сапожники |
|      | Сетуньская стрелецкая караульня                                                                                       |                                |                              | Археолог Игнатий Стеллецкий считал, что подземный ход шёл от Сетуньской башни |
|      | Погребные палаты | конец XVII века                |                              | Каменное двухэтажное здание с односкатной крышей и сводчатым нижним этажом, с двумя палатами по сторонам сеней. Изначально было одноэтажным и предназначалось для хозяйственных целей, перестроено в первой четверти XVIII века. |
|      | Сторожка | конец XVI века                 |                              | |
|      | часовня-усыпальница Прохоровых                                                                                        | 1911 год                       | Владимир Покровский          | Образец неорусского стиля. Внутри сохранились мозаики |
|      | Крепостные стены с башнями                                                                                            | конец XVII века                |                              | башни: 1. Царицынская 2. Никольская 3. Иоасафовская 4. Швальная 5. Чеботарная 6. Покровская (Воробьёвская, Богородицкая) 7. Предтеченская (Ирининская) 8. Сетуньская 9. Затрапезная (Грановитая) 10. Саввинская 11. Напрудная 12. Лопухинская |
|      | |                                |                              | |

В 1898—1903 годах архитектором Сергеем Родионовым были проведены реставрационные работы по восстановлению зданий и сооружений монастыря. Совместно с Иваном Машковым он реставрировал Смоленский собор, в частности, изменил форму позакомарного покрытия, раскрыл верхние окна барабана центральной главы, окнам основного объёма возвратил первоначальные размеры и формы, переделал галерею и крыльца собора. В начале XX века археолог Игнатий Стеллецкий обследовал подклет собора в поисках подземного хода.
Рядом с монастырём расположены Новодевичье кладбище, Новодевичьи пруды и сквер, по берегу пруда проложена аллея, ведущая к белокаменному мосту и скверу.
По информации проекта «Москва, которой нет», в настоящее время на территории монастыря ведутся несанкционированные постройки гаражей и других сооружений, продолжается начатый в 1930-е годы снос некрополя.

## Монастырь в филателии и нумизматике
В 1926 году художник Аполлинарий Васнецов изобразил фрагмент стены и башни монастыря на своей картине, а в 2006 году в России была выпущена марка, посвящённая этой картине.

Картина и марка, посвящённые монастырю (автор — Аполлинарий Васнецов)
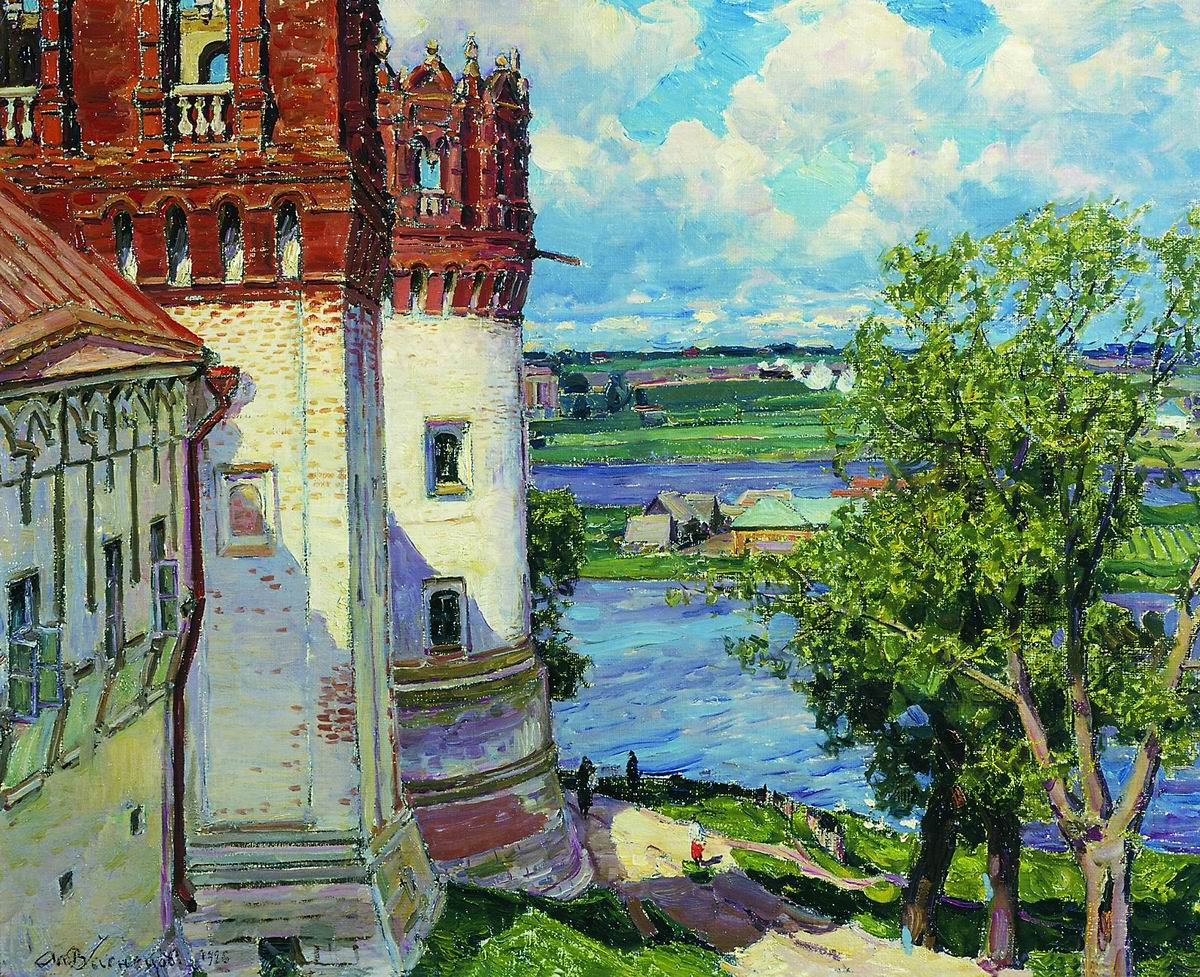
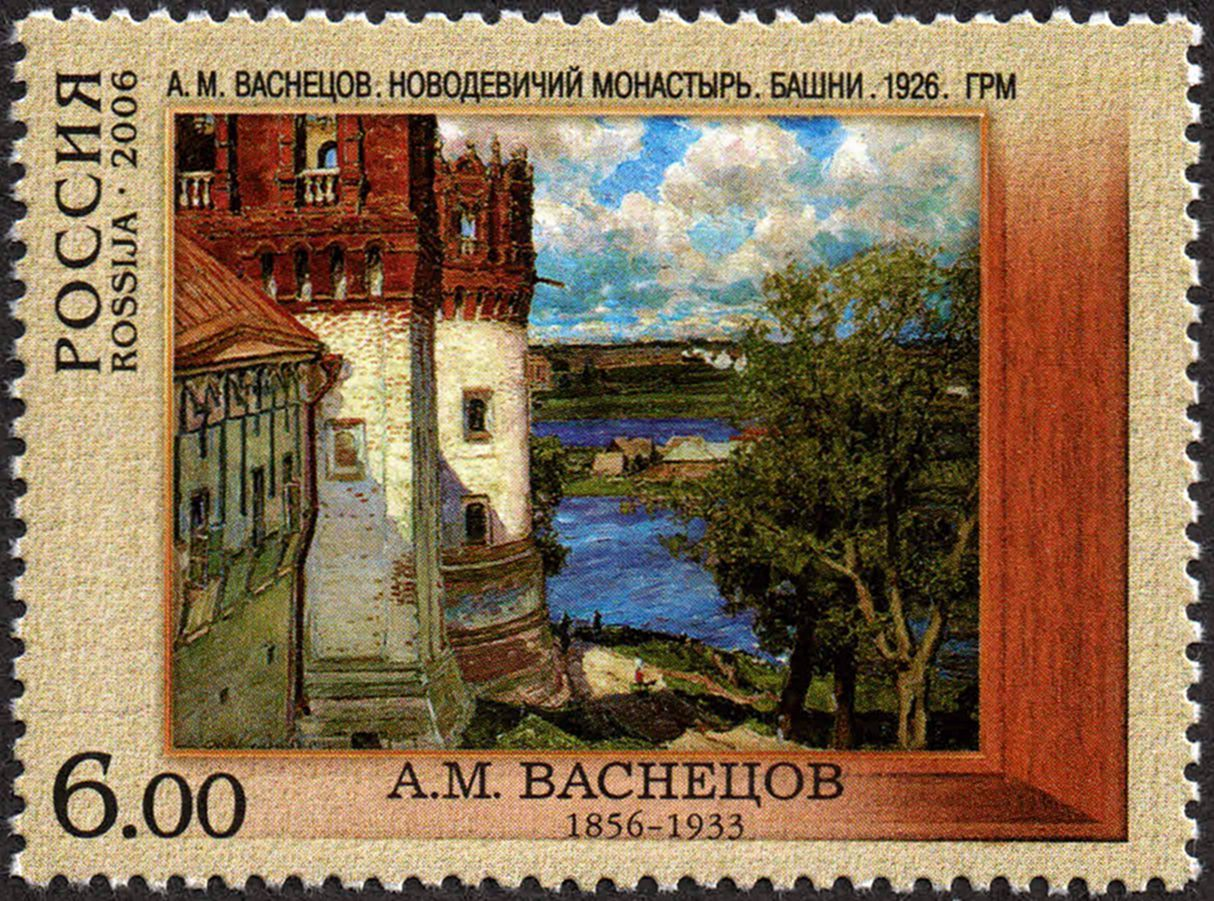

В 2016 году Банком России выпущены монеты (из серебра и золота), посвящённые монастырю.

Монеты Банка России (выпущены в 2016 году), посвящённые монастырю
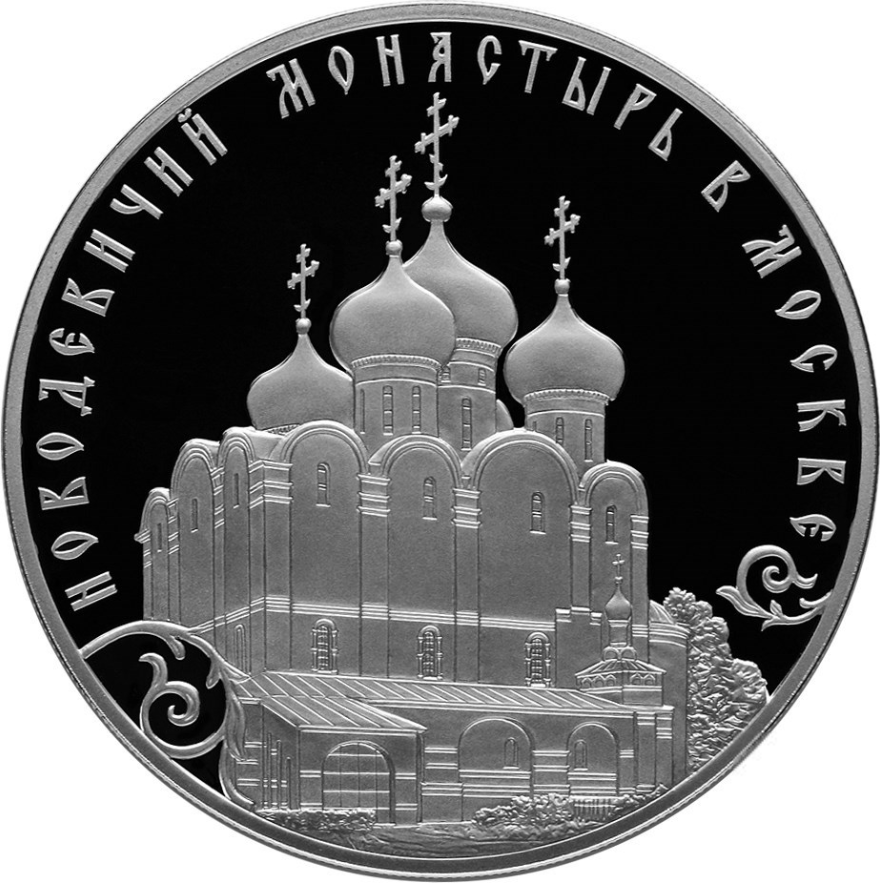
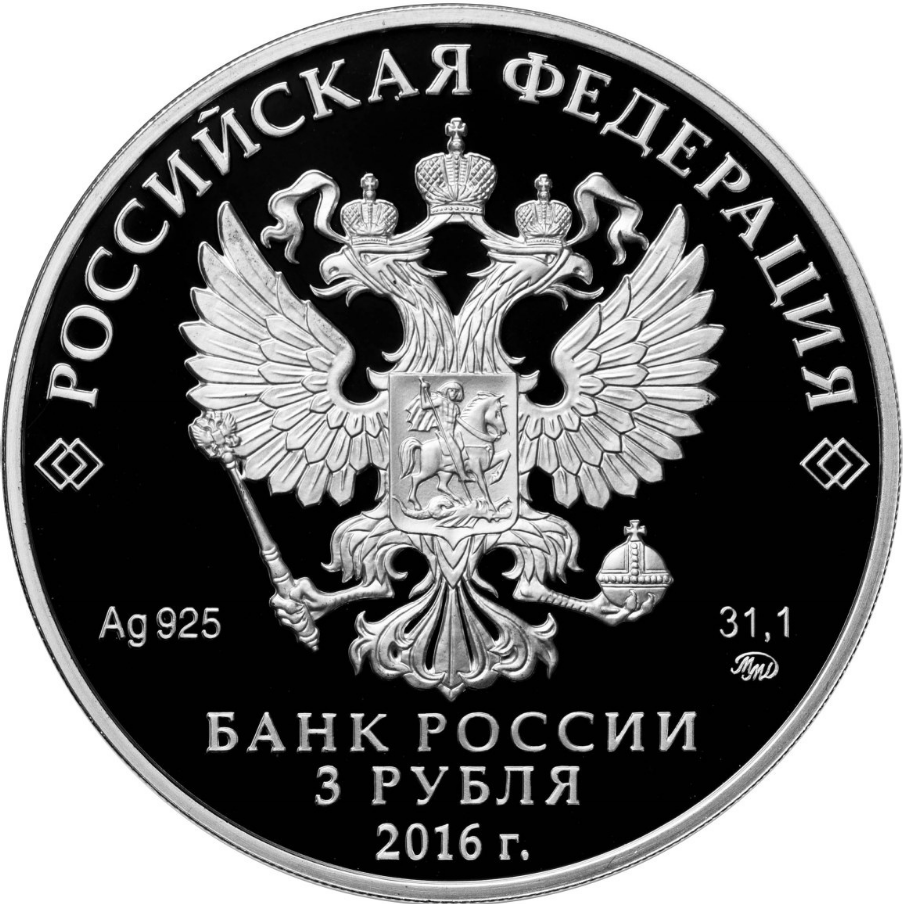
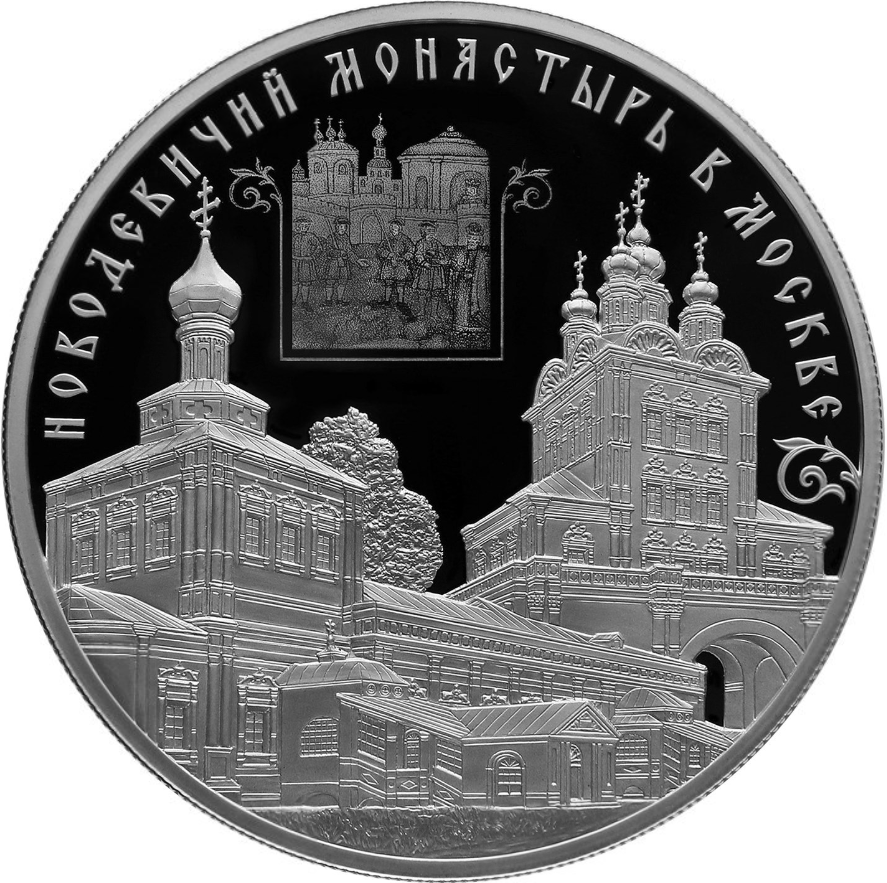
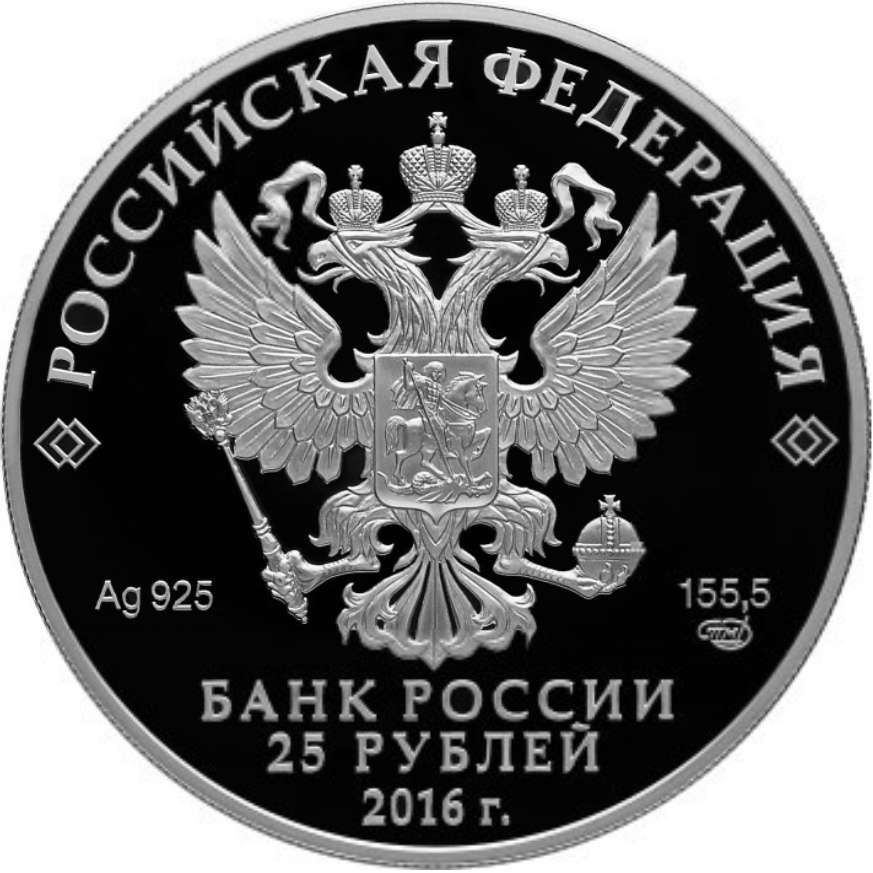
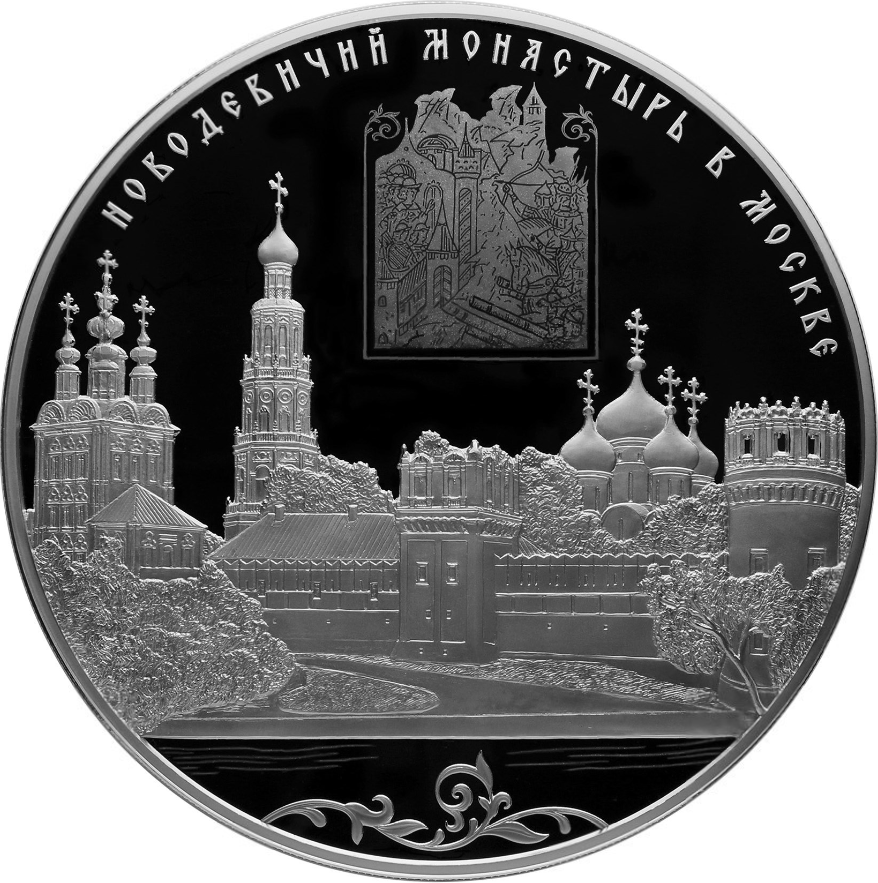
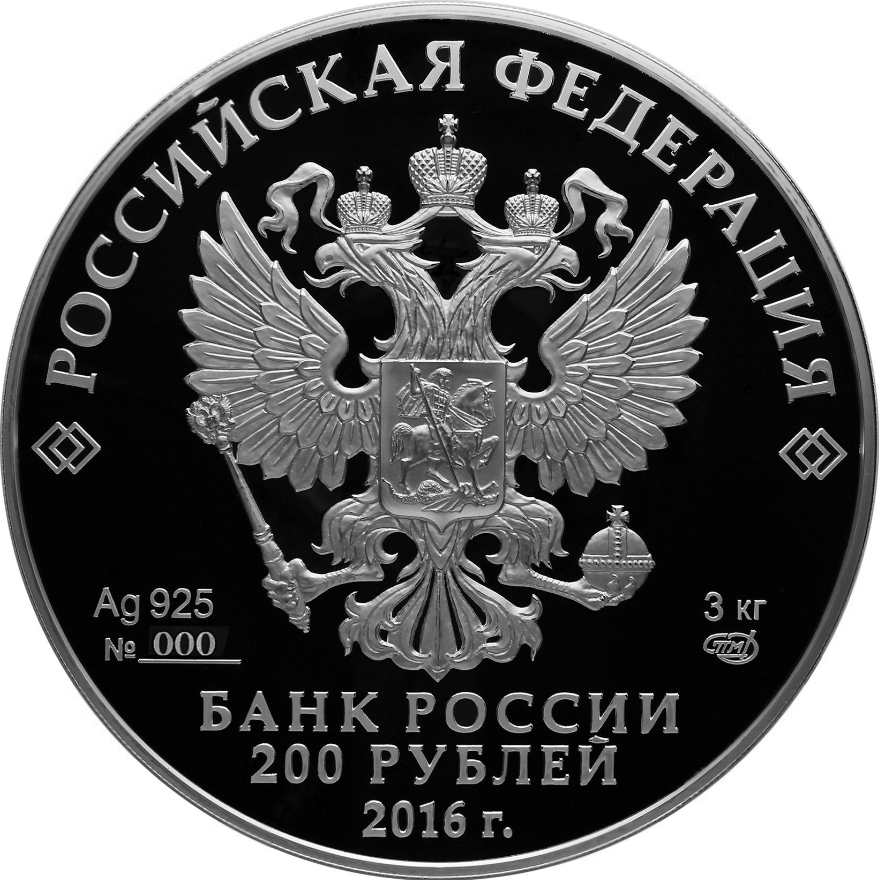
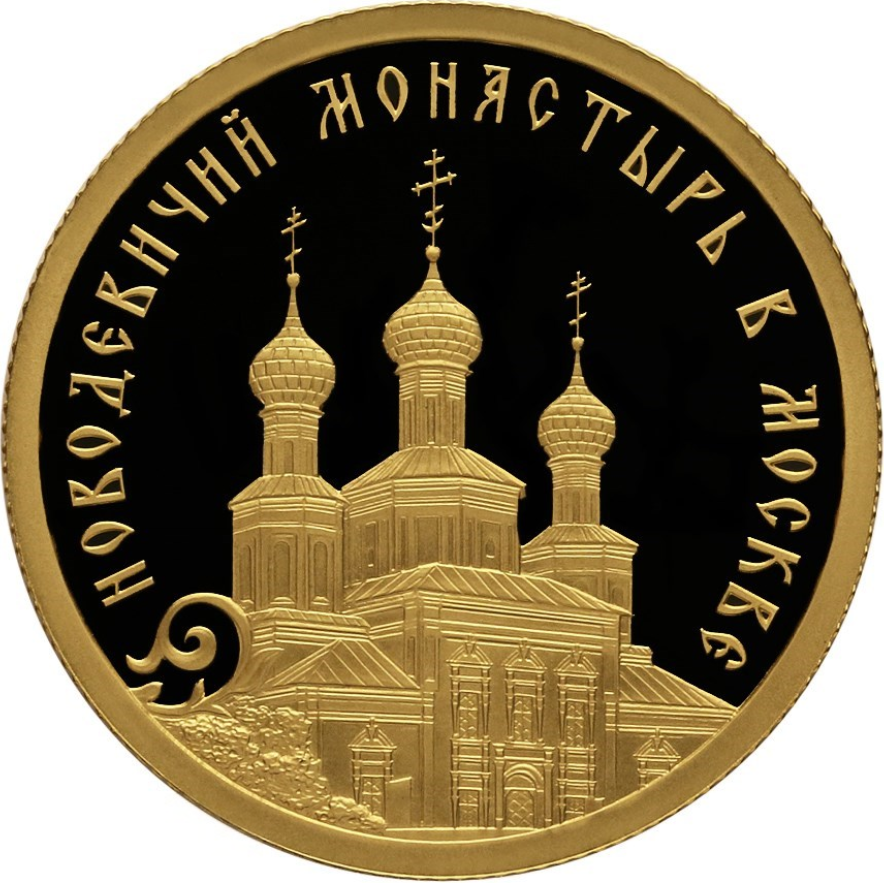
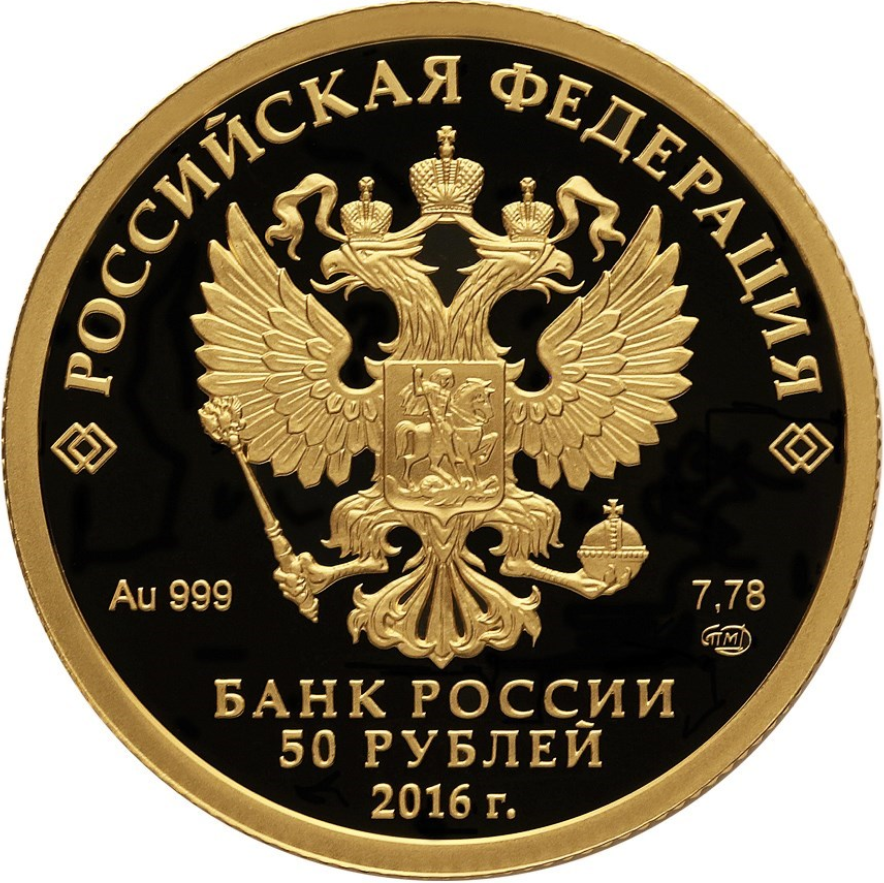
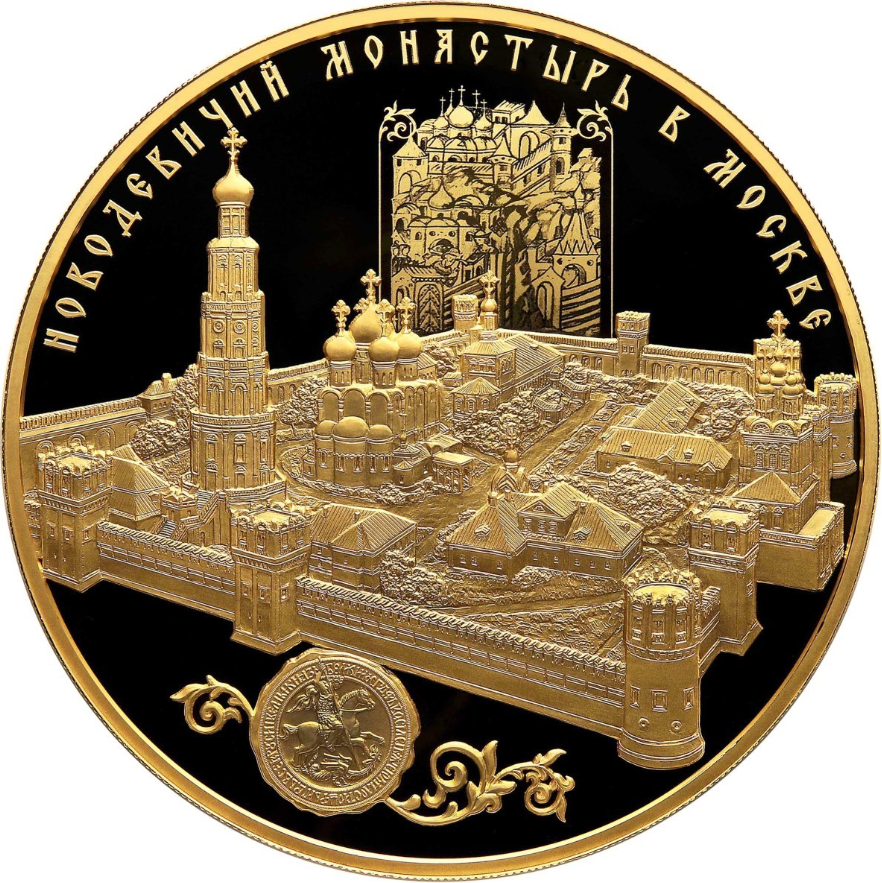

В 2024 году Почта России выпустила почтовый блок, на котором изображена панорама монастыря.

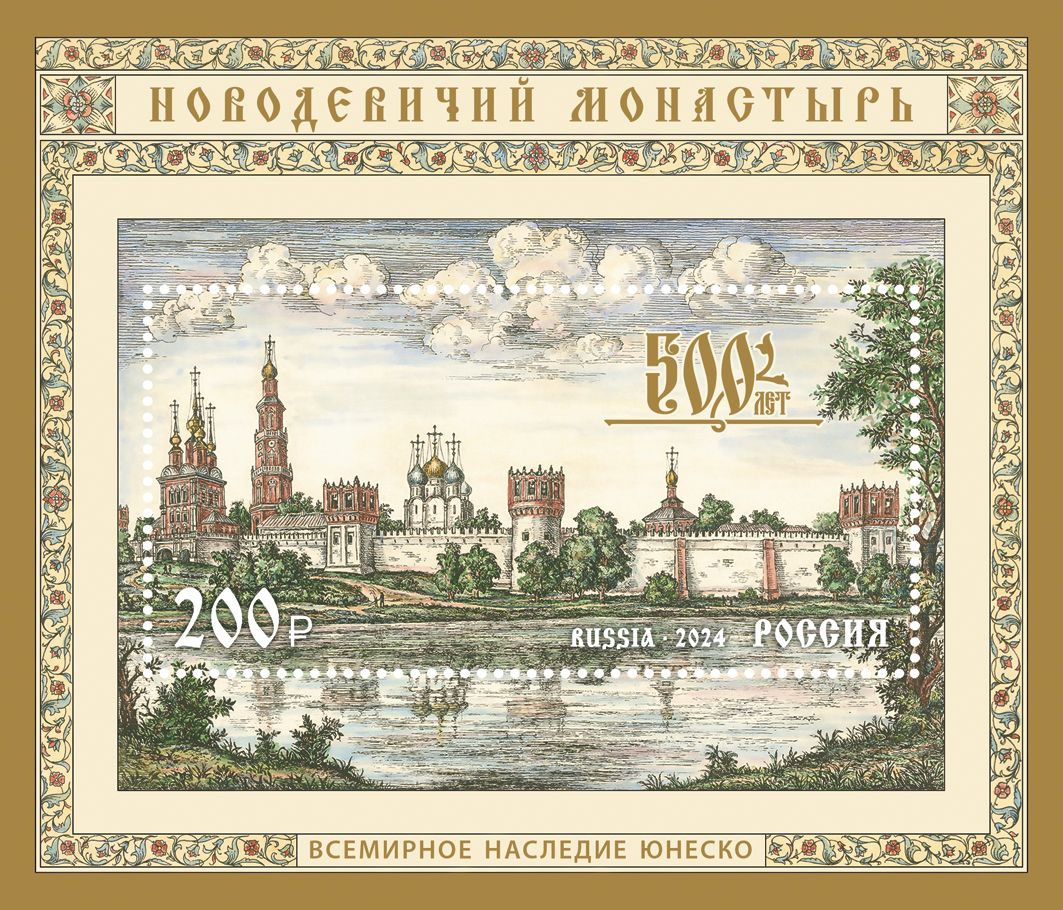
Марка Почты России, 2024 год

## Некрополь монастыря

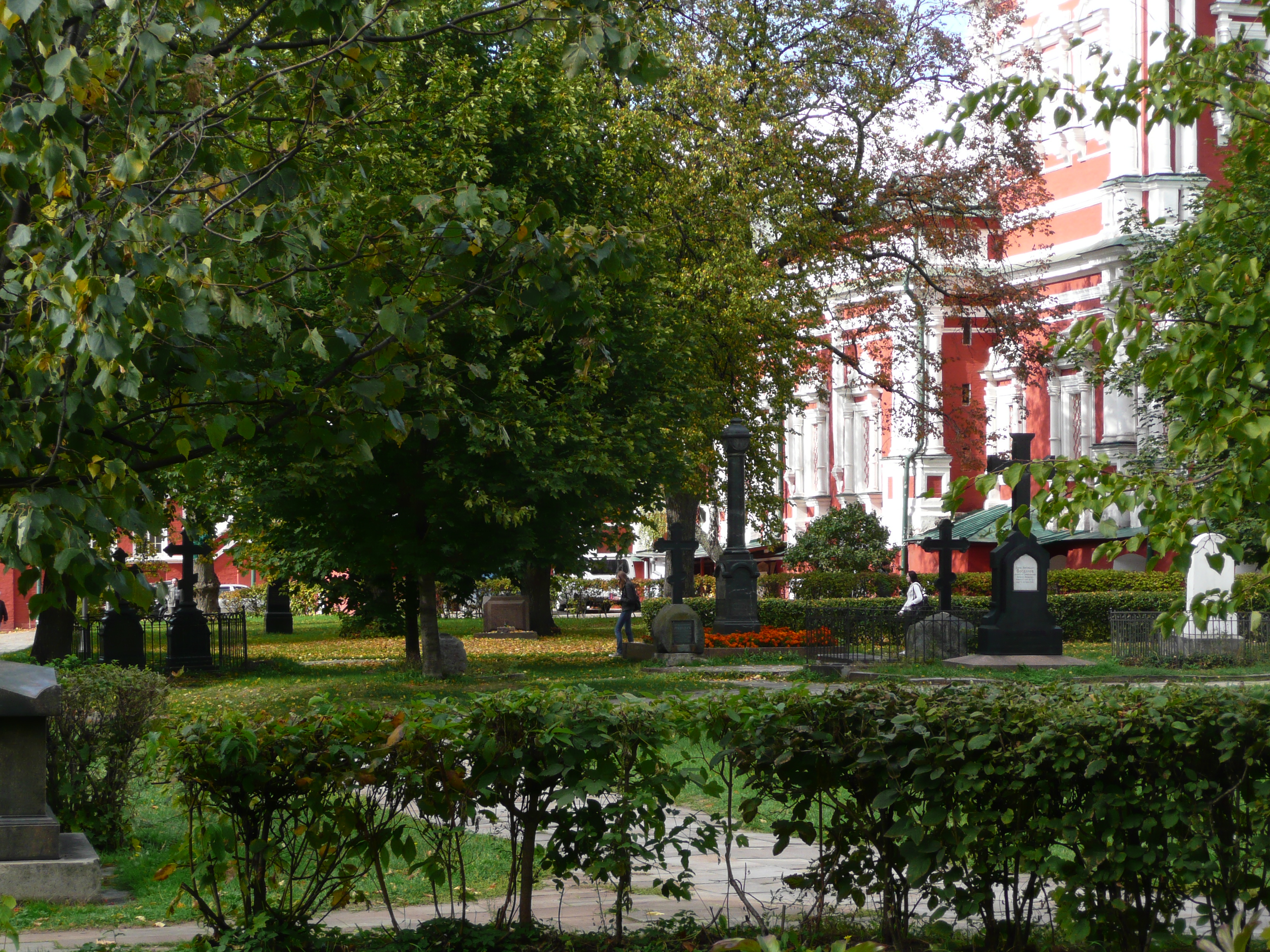
Старое кладбище

Со времени постройки Смоленский собор служил местом упокоения насельниц, знати, позже — также лиц других сословий. После издания указа 1771 года, запрещавшего хоронить покойников в городах, на территории монастыря, особенно близкого к черте города, стал формироваться дворянский некрополь. К началу XX века свободного места для новых захоронений практически не осталось.
В 1898 году городские власти распорядились отвести участок за южной стеной монастыря под Новодевичье кладбище, куда в советское время был перенесён прах выдающихся деятелей культуры с других некрополей, предназначенных к уничтожению. В середине XX века кладбище стало наиболее престижным после Кремлёвской стены местом захоронения советской элиты.
В 1930-е монастырский некрополь был подвергнут «реконструкции», в результате которой из 2000 уцелело лишь около 100 надгробий. Утраченными оказались могилы таких деятелей, как военный министр Д. А. Милютин, генералы С. С. Апраксин и А. Ф. Багговут, меценат И. С. Мальцов, просветитель Л. И. Поливанов.

### Смоленский собор
- Первая жена Петра I, царица Евдокия Фёдоровна Лопухина, в монашестве Елена (27 августа 1731 года).
- Царевны: Софья Алексеевна, в схиме София (3 июля 1704 года); Евдокия Алексеевна (10 мая 1712 года); Екатерина Алексеевна (1 мая 1718 года).
- Царевны: Анна Ивановна, дочь Ивана Грозного (20 июля 1550 года); Елена Ивановна Шереметева, в иночестве Леонида (25 декабря 1596 года).

### Вокруг собора и Успенской церкви
- Игуменьи: Мефодия (Якушкина) (10 февраля 1845 года); Паисия (Нудольская) (25 января 1871 года); Леонида (Озерова) (18 января 1920 года); Серафима (Чёрная) (16 декабря 1999 года).
- Монахиня Сарра, казначея (18 марта 1840 года).
- Инокиня Феофания, послушница преподобной Елены (18 декабря 1511 года).
- Татьяна Левшина, мать митрополита Московского Платона (18 декабря 1511 года).
- Президент юстиц-коллегии Яковлев А. А. (1781) и члены его семьи.
- Герои войны 1812 года: поэт Денис Васильевич Давыдов (1839); Дмитрий Михайлович Волконский (7 мая 1835 года); Волконский С. А.
- Генералы: Лев Корнеевич Пащенко. (1834); Василий Иванович Тимофеев (1850); Михаил Фёдорович Орлов (1842); московский военный генерал-губернатор Павел Алексеевич Тучков (1864); военный министр, генерал-фельдмаршал Дмитрий Алексеевич Милютин (1912).
- Участники восстания декабристов: Трубецкой, Сергей Петрович (1860); Александр Николаевич Муравьёв (18 декабря 1863 года); Матвей Иванович Муравьёв-Апостол (1886).
- Писатели: Александр Александрович Шаховской (1848); Михаил Николаевич Загоскин (1852); Иван Иванович Лажечников (1869); Алексей Феофилактович Писемский (1881); Сушков Н. В. (1871); поэт и переводчик Алексей Николаевич Плещеев (1871).
- Историки: Александр Иванович Тургенев (1845); Михаил Петрович Погодин (1875); Сергей Михайлович Соловьёв (1879); церковный историк и богослов Гиляров-Платонов Н. П. (1887); граф Алексей Сергеевич Уваров (1884), учёный-археолог, основатель Московского Археологического Общества и Исторического Музея).
- Филологи: Осип Максимович Бодянский (6 сентября 1877 года); Фёдор Иванович Буслаев (1897).
- Философы: Владимир Сергеевич Соловьёв (1900); Лев Михайлович Лопатин (1920).
- Юристы: Люминарский Е. Е. (1883); Духовской М. В. (1903); Николай Львович Дювернуа (1906).
- Профессора медицины: Остроумов А. А. (1908); Бубнов С. Ф. (1909); Голубинин Л. Е. (1912); Рейн Ф. А. (1925).
- Генералы: Алексей Алексеевич Брусилов (1926); Яхонтов Р. Н. (1924); Андрей Медардович Зайончковский (1926).
- Некоторые члены семьи Прохоровых, владельцев Трёхгорной мануфактуры и известных благотворителей (усыпальница).

## Игуменьи монастыря

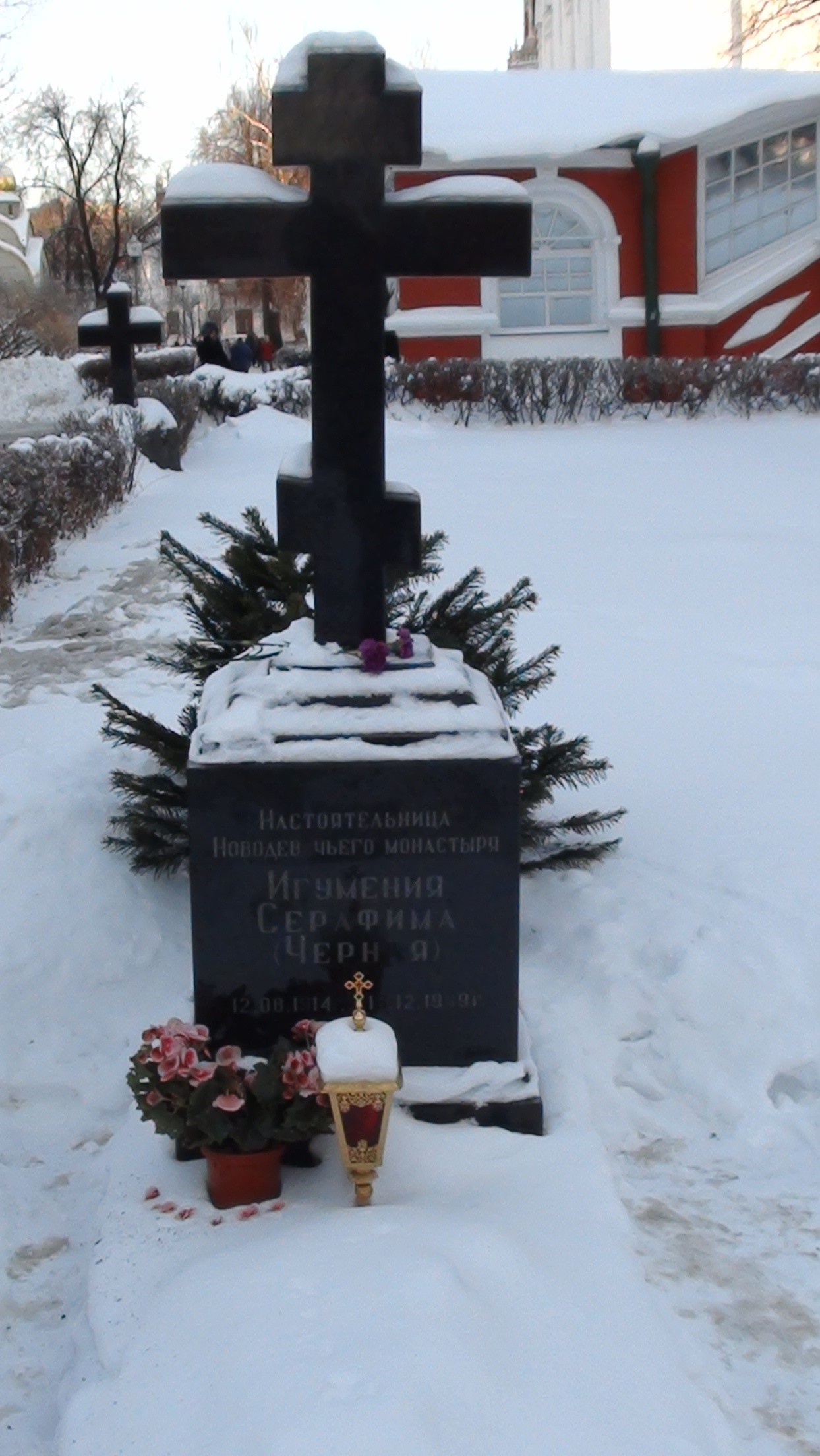
Памятник на могиле Серафимы (Чёрной) — игуменьи Новодевичьего монастыря (1994—1999) в ограде Успенского храма Новодевичьего монастыря с северной стороны

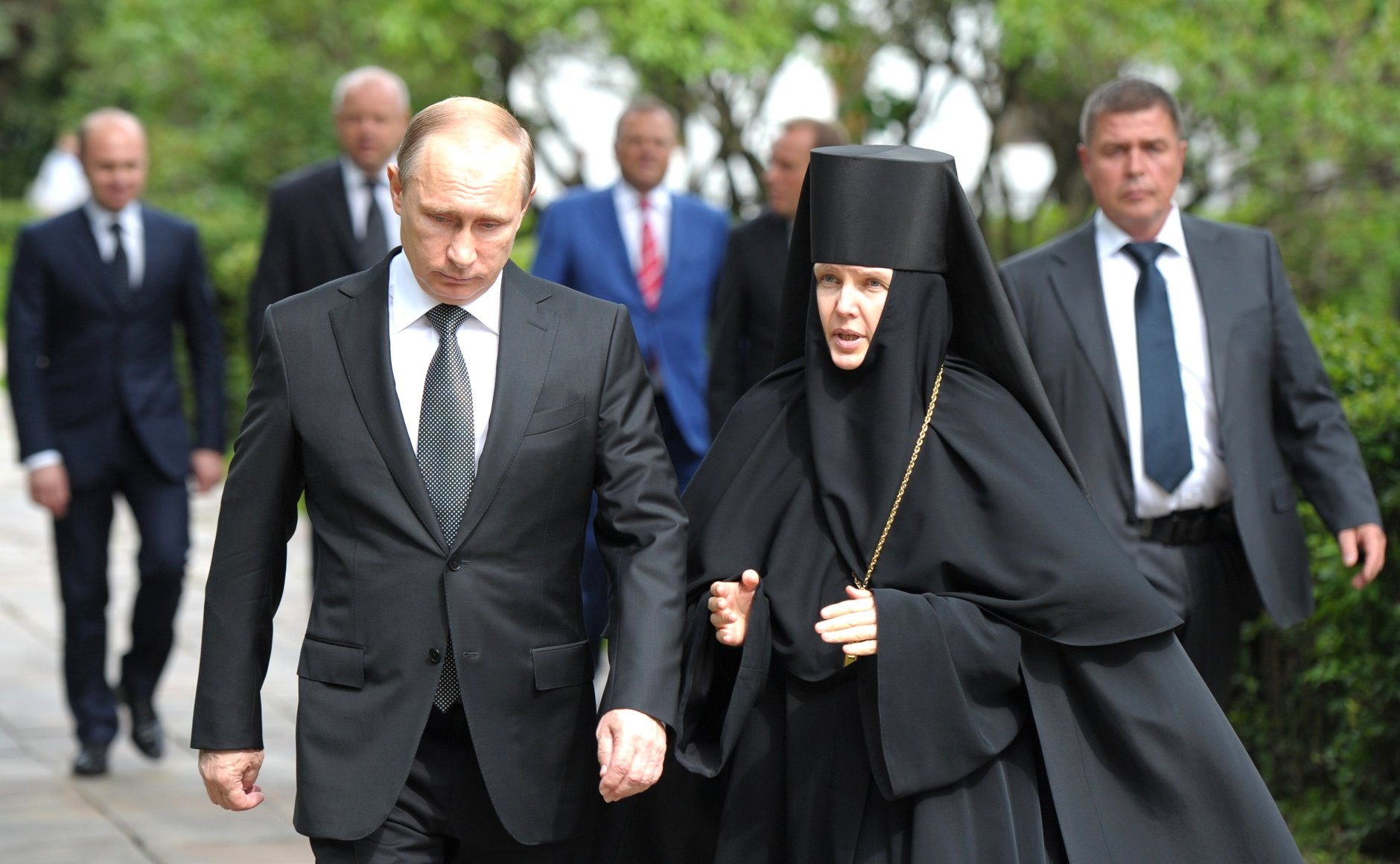
Владимир Путин и Маргарита (Феоктистова), 2015 год

По данным путеводителя по Новодевичьему монастырю 2009 года издания игуменьями монастыря являлись:
- 1525 год — 18 ноября 1547 года (скончалась) — Преподобная Елена (Девочкина).
- 1547—1556 годы — Евникия.
- 1556—1573 годы — Евпраксия.
- 1574—1586 годы — Стефанида.
- ?-? — Анна.
- 1597—1602 годы — Евдокия.
- ?-? — Феогния.
- 1605—1612 годы — Домника.
- 1613—1615 годы — Мария (Чирикова).
- 1623—1629 годы — Феофания (Охлябинина).
- 1630—1651 годы — Анфиса.
- ?-? (упоминается в 1655 году, с 1666 года в Московском Вознесенском монастыре) — Иринарха (Тимирязева).
- 1656 год (из Кутеинского монастыря) — 1683 год — Мелания (Ерчакова) (скончалась в 1688 году).
- Январь 1683 года — 6 декабря 1689 года (скончалась) — Антонина.
- 1690 год — 8 июля 1693 года (скончалась) — Анастасия (Хоцковская).
- 1693—1701 годы — Памфилия (Потёмкина).
- 1718 год (из Московского Алексеевского монастыря) — 1738 год (скончалась) — Олимпиада (Каховская).
- Декабрь 1738 года — 15 июля 1746 года (скончалась) — Анастасия (Галекеевская).
- 1746 год (из Смоленского Вознесенского монастыря) — 17 октября 1771 года (скончалась) — Иннокентия (Келпинская).
- 4 февраля 1772 года (из Тамбовского Вознесенского монастыря) — 8 марта 1794 года (скончалась) — Палладия (Дурова).
- 1794 год (из Московского Ивановского монастыря[уточнить]) — январь 1808 года — Елисавета.
- 1808 год (из Московского Страстного монастыря) — 9 февраля 1846 года — Мефодия (Якушкина).
- Март 1846 года (из Московского Алексеевского монастыря) — 13 апреля 1854 года — Клавдия.
- 1854 год (из Московского Алексеевского монастыря) — 1861 год (в Московский Вознесенский монастырь) — Паисия (Нудольская) (скончалась 25 января 1871 года).
- 1861 год (из Московского Никитского монастыря) — март 1867 года (на покой в Московский Зачатьевский монастырь) — Вера (Головина) (скончалась в 1874 году).
- 1867 год — 12 января 1885 года (скончалась) — Евпраксия (Мосолова).
- 29 марта 1885 года — март 1908 года (скончалась) — Антония (Каблукова).
- 1908 год (из Серпуховского Владычнего монастыря) — 1919 год — Леонида (Озерова) (скончалась 18 января 1920 года).
- 1919—1922 годы — Вера (Победимская) (скончалась 3 февраля 1949 года).
- 24 ноября 1994 года — 16 декабря 1999 года (скончалась) — Серафима (Чёрная).
- 16 декабря 1999 года (из Спасо-Бородинского монастыря) — 27 декабря 2007 года (в Спасо-Бородинский монастырь) — Серафима (Исаева).
- 27 декабря 2007 года (из Колычёвского Казанского монастыря) — Маргарита (Феоктистова).

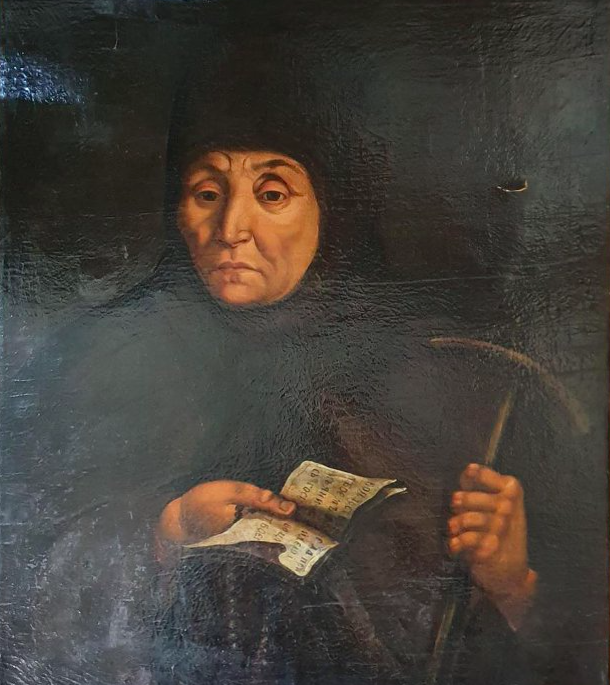
Портрет игуменьи  Палладии Дуровой (1772 - 1794)
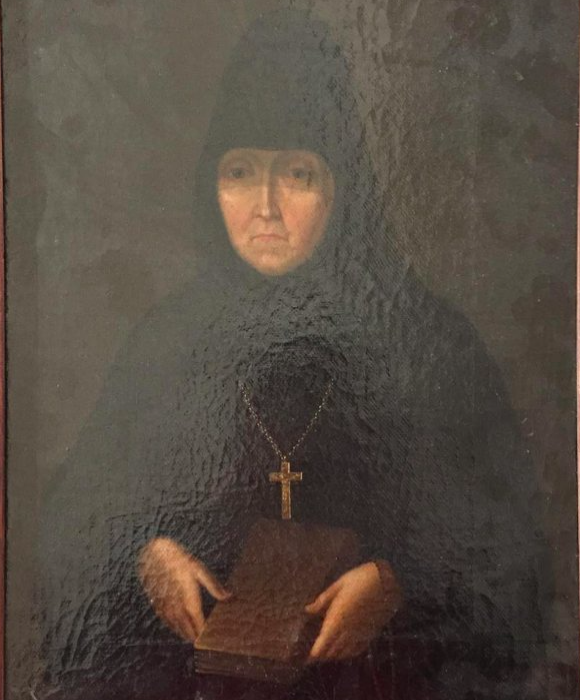
Портрет игуменьи Паисии Нудольской (1854 - 1861)
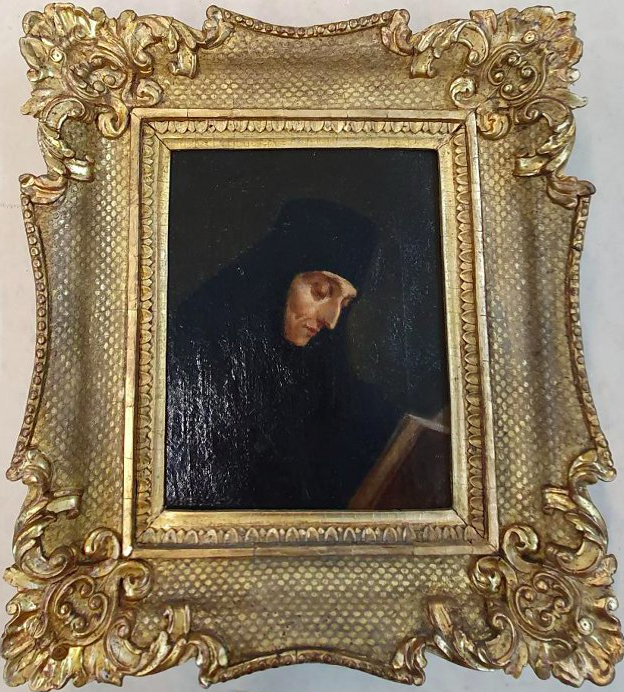
Портрет игуменьи Веры Головиной (1861-1867)

## Вавилонский колодец

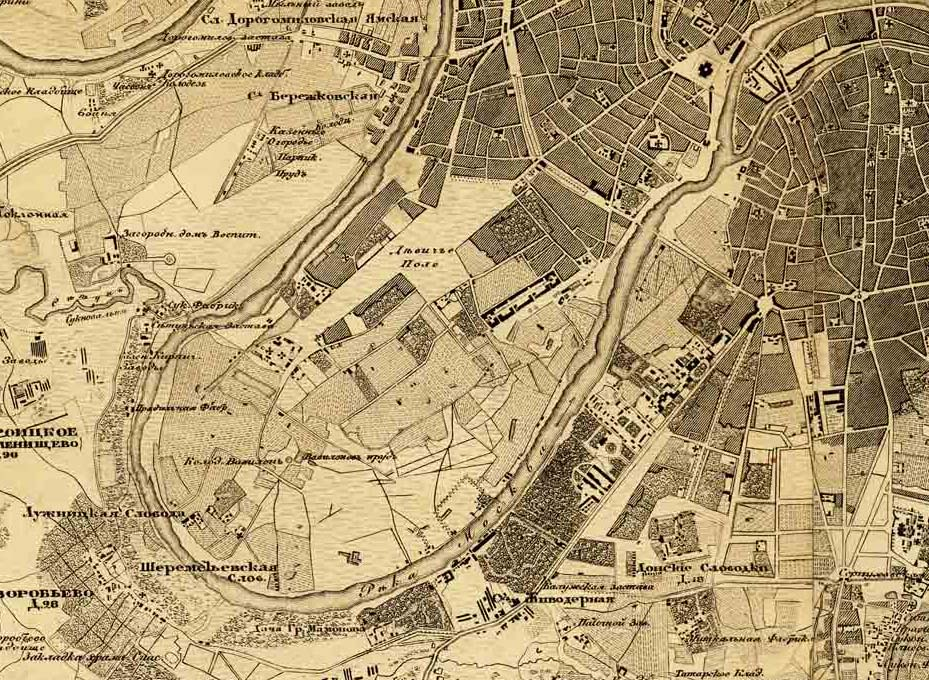
Колодец и ручей Вавилон на фрагменте карты 1880 года

По преданию, на том месте, где первоначально пытались заложить Новодевичий монастырь, забил сильный ключ, так что строительство пришлось перенести, а колодец и ручей назвали Вавилон.
На этот источник положили плиту, а позже заложили часовню, которую на рубеже XVIII—XIX веков митрополит Платон (Левшин) передал кремлёвскому Чудову монастырю.
В 1921 году, одна из стариц-монахинь так поясняла происхождение названия:
Вавилонским-то он назван потому, что, как Вавилонскую башню не достроили, так и тут: начали строить монастырь и ключ помешал.